# Lanmeur
Pour les articles homonymes, voir Cycle de Lanmeur.
Lanmeur [lɑ̃mœʁ] (en breton: Lanneur) est une commune du département du Finistère, dans la région Bretagne, en France.

## Géographie

### Localisation
Lanmeur se situe en pays Trégorrois dans le nord-est du département du Finistère, mais est proche de la limite départementale avec les Côtes-d'Armor dont elle est séparée par une partie du territoire des communes de Guimaëc et Plouégat-Guérand.
La commune est proche de la Manche, mais n'est pas littorale, la commune de Guimaëc la séparant de la mer avec celle de Locquirec, cette dernière n'étant néanmoins pas limitrophe.

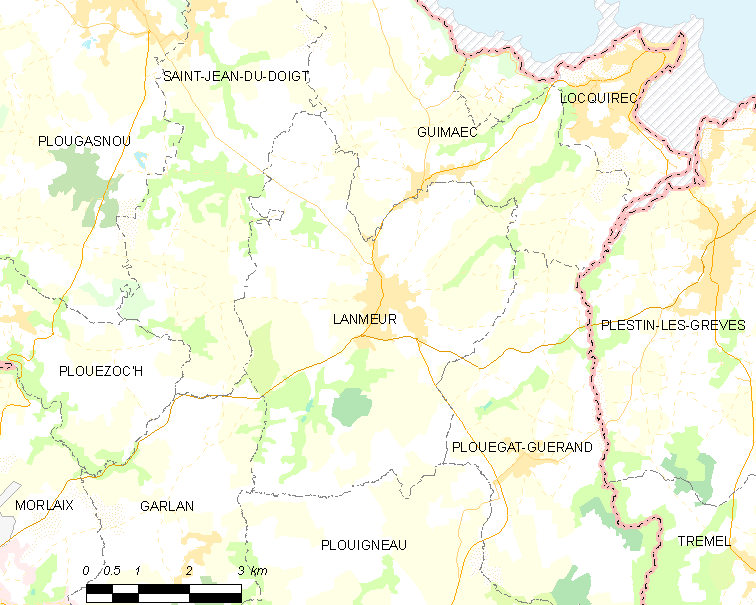
Carte de la commune de Lanmeur

La commune a été le chef-lieu du canton de Lanmeur jusqu'au redécoupage cantonal de 2014 qui l'incorpore dans le canton de Plouigneau.

### Communes limitrophes
| Saint-Jean-du-Doigt | Guimaëc    | Guimaëc          |
| Saint-Jean-du-Doigt | Lanmeur    | Plouégat-Guérand |
| Garlan              | Plouigneau | Plouégat-Guérand |

### Géologie
Des roches éruptives (cinérites, diorites, porphyres), parfois d'origine sous-marine (tufs) sont interstratifiées avec des roches sédimentaires (calcaires) et métamorphiques (schistes de faciès amphibolite) datant du Cambrien ; des affleurements granitiques existent également.
Du minerai d'étain et tungstène a été identifié à Lanmeur dans des alluvions.

### Description
Lanmeur a un territoire assez vaste, qui n'est borné par aucune limite naturelle. Son finage est constitué pour l'essentiel par un plateau situé entre 100 et 120 mètres d'altitude (atteignant 127 mètres pour le point le plus élevé, situé à l'ouest du territoire communal près de Kergalaven), à peine échancré par quelques modestes cours d'eau (les vallées de deux tout petits fleuves côtiers qui coulent vers le nord et se jettent dans la Manche au niveau du Moulin de la Rive en Locquirec, limitant l'angle nord-est du territoire communal dont l'altitude s'abaisse jusqu'à trentaine de mètres seulement, de part et d'autre du hameau du Hellès dans les fonds de vallée du ruisseau du Moulin de la Rive et de l'un de ses affluents). La partie sud-ouest de la commune est limitée par la rive droite de la vallée du Dourduff, un fleuve côtier un peu plus important, qui, coulant vers l'ouest, se jette dans la rivière de Morlaix au niveau du Dourduff-en-Mer en Plouezoc'h; son altitude est de 40 mètres environ à sa sortie du territoire communal.
L'habitat rural traditionnel est dispersé en de nombreux écarts formés de fermes isolées et de petits hameaux. Les anciennes parties rurales situées aux alentours du bourg ont connu depuis la Seconde Guerre mondiale une périurbanisation importante caractérisée par un habitat pavillonnaire assez lâche, principalement au sud du bourg.

### Hydrographie
Pour un article plus général, voir Réseau hydrographique du Finistère.
La commune est située dans le bassin Loire-Bretagne. Elle est drainée par le Dourduff, la Vallée des Moulins et divers autres petits cours d'eau,.
Le Dourduff, d'une longueur de 21 km, prend sa source dans la commune de Plouigneau et se jette  dans la baie de Morlaix entre les communes de Plouezoc'h et de Taulé, après avoir traversé six communes.  Les caractéristiques hydrologiques du Dourduff sont données par la station hydrologique située sur la commune de Garlan. Le débit moyen mensuel est de 0,556 m3/s. Le débit moyen journalier maximum est de 9,4 m3/s, atteint lors de la crue du 26 janvier 1995. Le débit instantané maximal est quant à lui de 13,7 m3/s, atteint le 9 février 2001.

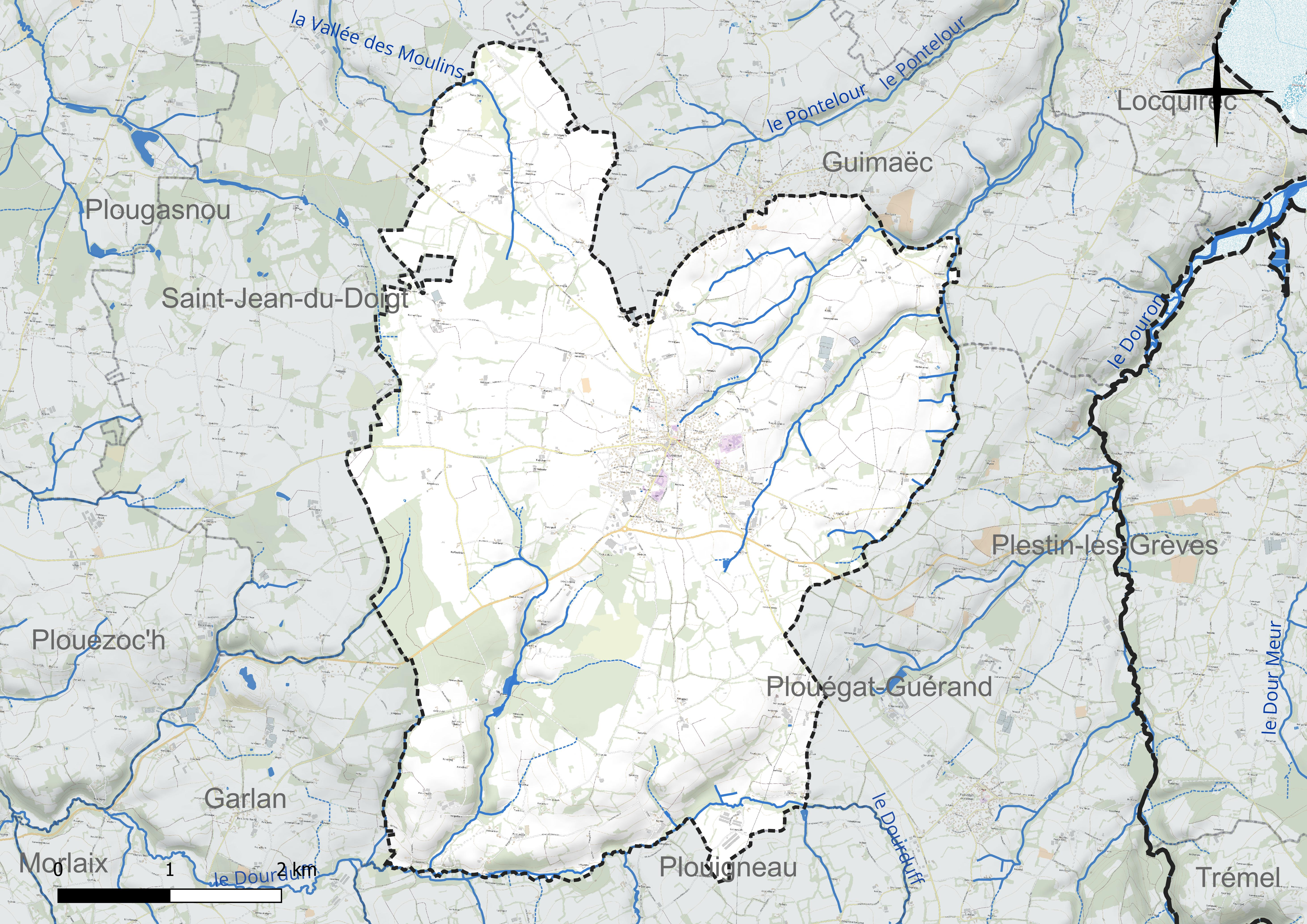
Réseau hydrographique de Lanmeur.

### Climat
Pour des articles plus généraux, voir Climat de la Bretagne et Climat du Finistère.
En 2010, le climat de la commune est de type climat océanique franc, selon une étude du CNRS s'appuyant sur une série de données couvrant la période 1971-2000. En 2020, Météo-France publie une typologie des climats de la France métropolitaine dans laquelle la commune est exposée à un climat océanique et est dans la région climatique  Finistère nord, caractérisée par une pluviométrie élevée, des températures douces en hiver (6 °C), fraîches en été et des vents forts. Parallèlement l'observatoire de l'environnement en Bretagne publie en 2020 un zonage climatique de la région Bretagne, s'appuyant sur des données de Météo-France de 2009. La commune est, selon ce zonage, dans la zone « Intérieur  », exposée à un climat médian, à dominante océanique.  
Pour la période 1971-2000, la température annuelle moyenne est de 11,2 °C, avec  une amplitude thermique annuelle de 10,4 °C. Le cumul annuel moyen de précipitations est de 991 mm, avec 15,4 jours de précipitations en janvier et 8,1 jours en juillet. Pour la période 1991-2020, la température moyenne annuelle observée sur la station météorologique la plus proche, située sur la commune de Pleyber-Christ à 20 km à vol d'oiseau, est de 11,7 °C et le cumul annuel moyen de précipitations est de 1 101,6 mm,. Pour l'avenir, les paramètres climatiques de la commune estimés pour 2050 selon différents scénarios d'émission de gaz à effet de serre sont consultables sur un site dédié publié par Météo-France en novembre 2022.

## Toponymie
Le nom de la localité est attesté sous les formes Lanmur en 1163, Lanmeur vers 1330 et Lanmur Melar en 1235 et 1405.
Lanmeur vient du vieux breton lann (ermitage, monastère) et meur (grand). « Le grand monastère ».
Le nom en breton actuel est devenu Lanneur.
Selon Charles Nodier, Justin Taylor et Alphonse de Cailleux, Lanmeur aurait porté autrefois le nom de Kerfeunteun.

## Histoire

### Préhistoire et Antiquité

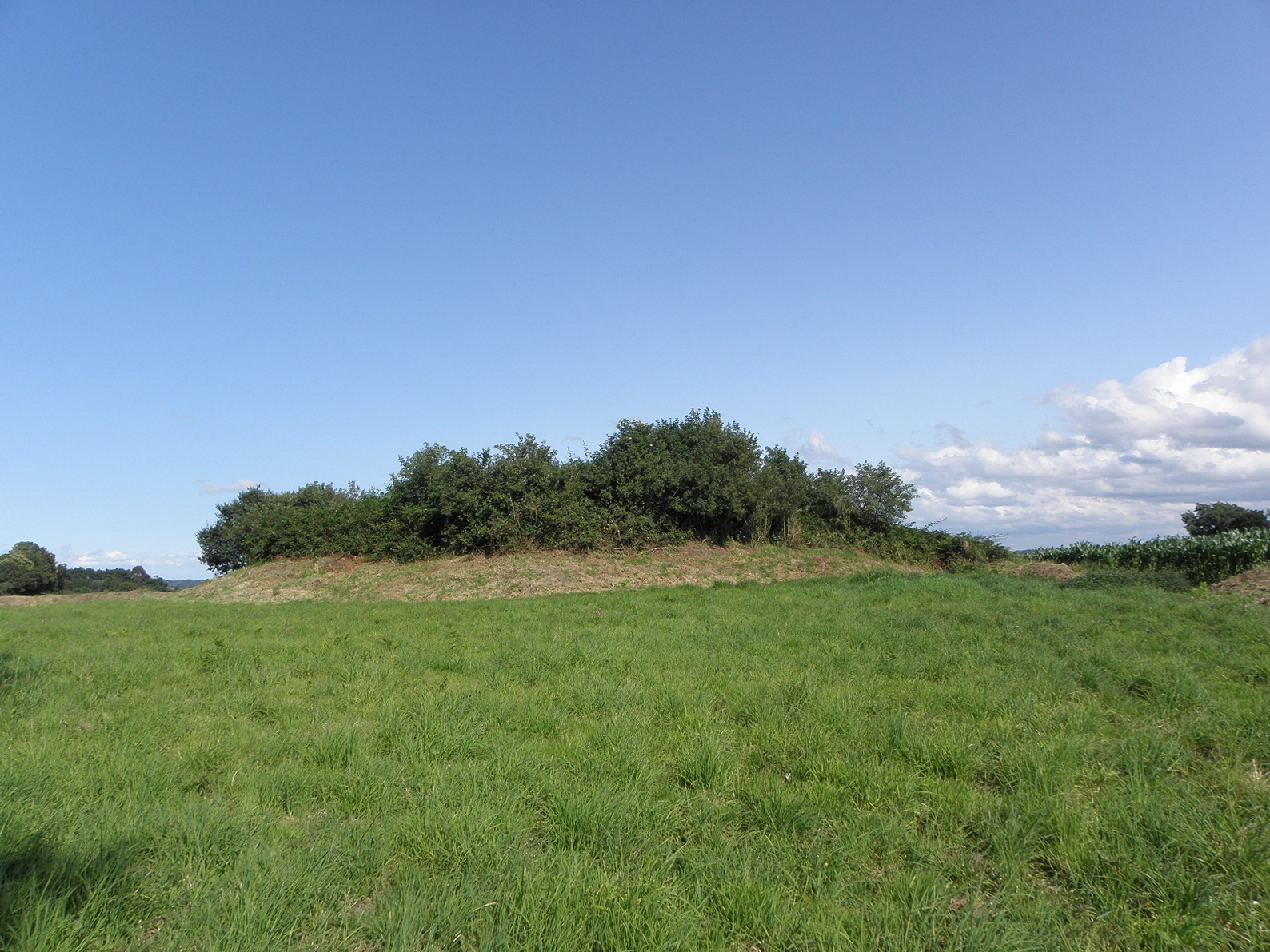
Le tumulus de Tosenn-ar-C'honifled ("Tertre des lapins").

Le tumulus de Tosenn-ar-C'honifled ("Tertre aux lapins"), situé près de Kérugou, date de l'époque du bronze moyen (environ 2 500 ans) ; c'était une tombe individuelle ou, au plus, pour quelques individus seulement; socialement importants. On y a retrouvé quelques haches creuses en bronze, dites haches à douille. Dans le voisinage se trouvaient d'autres tombes semblables et un peu plus loin, de l'autre côté de la route, un cromlech dont il ne reste rien.

### Étymologie et origines
La paroisse de Lanmeur, enclavée dans l'évêché de Tréguier, faisait partie du doyenné de Lanmeur relevant de l'évêché de Dol et était sous les vocables de saint Mélar et saint Samson, lequel, alors qu'il vivait dans l'actuel hameau de Saint-Samson en Plougasnou, aurait fondé un monastère à Lanmeur, dénommé Kerfeunteun (« village de la fontaine » en breton), nom que porta par la suite pendant un temps la paroisse de Lanmeur. Saint Samson alla par la suite s'établir à Dol (aujourd'hui Dol-de-Bretagne en Ille-et-Vilaine), ce qui explique pourquoi Lanmeur et des paroisses avoisinantes dépendaient sous l'Ancien Régime de l'évêché de Dol. Le monastère de saint Samson aurait été détruit par les Normands dans le courant du IXe siècle et c'est ensuite que l'église paroissiale actuelle aurait été construite. La paroisse de Lanmeur avait comme trève Locquirec.
La crypte de Saint-Mélar a été reconstruite à l'époque romane. Ce martyrium à trois nefs se trouve à l'emplacement d'une source sacrée. Lanmeur fut certainement un centre important de la Domnonée.

### Moyen Âge

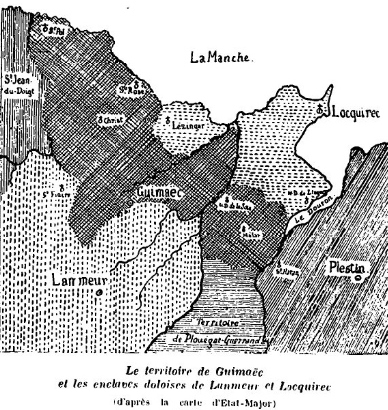
Le territoire de Lanmeur et les enclaves de la trève de Locquirec et de la frairie de Lézingar séparées du reste de cette paroisse par la partie orientale de la paroisse de Guimaëc.

Lanmeur fut un temps un évêché, fondu par la suite dans l'évêché de Dol dont Lanmeur resta un archidiaconé, enclavé au sein de l'évêché de Tréguier, jusqu'à la Révolution française. Les tombeaux des évêques de Lanmeur étaient à Rupeulven semble-t-il, mais Albert Le Grand dans son livre publié en 1637 les place à l'Hospital-Pell, ces deux hameaux faisant partie de l'actuelle commune de Lanmeur.
La châtellenie de Lanmeur, qui avait appartenu au comté du Tréguer, apanage de la maison de Penthièvre, puis entre 1035 et 1179 aux comtes du Léon, dépendit ensuite directement du domaine ducal de Bretagne : elle comprenait les seigneuries du Bodister en Plourin, du Ponthou, du Guérand (en Plouégat-Guérand), de Trogoff (en Plouégat-Moysan) et de Boiséon (en Lanmeur). Les seigneurs des châtellenies de Morlaix et Lanmeur étaient propriétaires de pêcheries et sécheries dans les paroisses de Ploujean, Saint-Jean-du-Doigt, Guimaëc et Locquirec.
Les limites traditionnelles de la paroisse de Lanmeur incluaient la trève de Locquirec, pourtant séparée du reste de Lanmeur par la partie orientale de Guimaëc, ainsi que la frairie de Lézingar, une étroite bande de terre au bord de la grève de Milin-an-Aod et elle aussi séparée du reste du territoire paroissial. Ceci s'explique par la fait que Lanmeur, vaste établissement monastique, s'est constitué au détriment des paroisses voisines, en accaparant progressivement des morceaux de la paroisse de Guimaëc dont les restes sont restés dépendants de l'évêché de Tréguier alors que Lanmeur et ses dépendances restaient sous l'autorité de l'évêché de Dol ; le bourg même de Guimaëc est à la limite du territoire paroissial de Lanmeur ; Plouégat-Guérand aurait aussi perdu une partie de son territoire au profit de Lanmeur.
Une femme de Lanmeur, qui faisait le pèlerinage aux Sept-Saints de Bretagne avec une amie, aurait rencontré saint Yves et fait route avec lui de Tréguier à Kermartin (en Pléguien) le lundi de la Pentecôte 1299 ou 1300. Ce témoignage, produit lors du procès de canonisation de saint Yves en 1330, est le plus ancien connu évoquant l'existence du pèlerinage aux Sept Saints de Bretagne.

#### Les seigneurs de Boiséon
La châtellenie de Boiséon disposait des droits de haute et basse justice.
Pierre de Lanmeur, né vers 1265 (calendrier julien) et décédé après 1330 (calendrier julien), qui exerçait une fonction judiciaire au siège de la châtellenie de Lanmeur, fut témoin en 1330 lors du procès de canonisation de saint Yves. Il épousa à Lanmeur en 1280 Renée, dame de Bois-Éon. Leur fils Even de Lanmeur se maria en 1320 à Lanmeur avec Constance de Ponthou. Leur fille Margilie de Lanmeur se maria aveant 1369 avec Hervé de Coetedrez : leurs enfants prirent le nom de Boiséon, leur principal fief ; l'aîné, Guillaume de Boiséon, fut chambellan à la cour du duc de Bretagne ; ses frères commandaient le ban, l'arrière-ban et la côte de la vicomté de Léon. Alain de Boiséon, frère de Guillaume de Boiséon, fut chevalier de Rhodes, commandeur du Palacret, de La Feuillée, de Pont-Melven et de Saint-Jean et de Sainte-Catherine de Nantes, toutes ces commanderies étant situées en Bretagne.
François de Boiséon, fils de Guillaume de Boiséon, marié le 26 août 1474 à Lanmeur ave Marguerite de Rosmadec, fut tué à la bataille de Saint-Aubin-du-Cormier en 1488. Un de leurs descendants Pierre de Boiséon, fut gentilhomme à la Chambre du roi Henri III et se maria en 1587 avec Jeanne de Rieux.

### Époque moderne

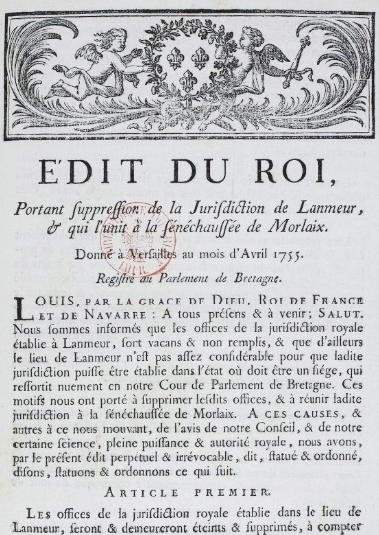
Première page de l'édit du roi Louis XV portant suppression de la juridiction de Lanmeur et l'unissant à celle de la sénéchaussée de Morlaix (1755).

La seigneurie de Bois-Éon fut érigée en comté, en mars 1617, et les lettres en furent vérifiées en juin 1619, en faveur de Pierre de Bois-Éon, seigneur de Coëtnizan, ou Coëtinizan, vicomte de Dinan, seigneur de la Bellière et autre lieux. Le château de Bois-Éon était situé au milieu de douze à quinze hectares de magnifiques bois de hautes futaies, dont la fraîche verdure encadrait, çà et là, de superbes étangs. Les seigneurs de Bois-Éon furent confirmés « d'ancienne extraction chevaleresque » depuis treize générations lors de la réformation de 1671, cette très ancienne famille remontant à Pierre de Lanmeur, vivant en 1289. Parmi les membres de cette famille, Alain de Bois-Éon ; Pierre de Bois-Éon, marié en 1587 avec Jeanne de Rieux, fut gouverneur de Morlaix (c'est en sa faveur que la seigneurie fut érigée en comté), de même que son fils Claude de Bois-Éon et son petit-fils Hercule-François de Bois-Éon. En 1688, la seigneurie de Bois-Éon fut acquise par Guillaume Héliès, puis passa par mariages successifs aux mains des familles Léon de Tréverret (en 1701), Le Forestier (en 1727) et du Dresnay (en 1790).
Un autre château avait existé, celui de la Bouexière [Boissière]. Jean-Baptiste Ogée en parle en ces termes en 1779 : « On ne connaît plus du château de la Bouexière que l'endroit où il était situé. Il y a plus de cent-quatre-vingts ans qu'il est démoli. Il était fort ancien ». Selon la tradition, c'est à cet endroit que saint Mélar aurait été assassiné par son oncle Rivod.
Plusieurs manoirs se trouvaient à Lanmeur : Coatanfrotter (à la famille Lollivier de Lochrist) ; Kerandulven (famille de Guicaznou) ; Kerbourand (la légende, douteuse, dit que sainte Triphine se serait échappée par une fenêtre du manoir pour échapper à son frère seigneur de Kerbourand) ; Lescorre ; Botdon.
En 1759, une ordonnance de Louis XV ordonne à la paroisse de Lanmeur de fournir 50 hommes et de payer 328 livres pour « la dépense annuelle de la garde-côte de Bretagne ».
Jean-Baptiste Ogée décrit ainsi Lanmeur en 1779 : 

« Lanmeur ; gros bourg qui relève du Roi, sur la route de Morlaix à Lannion ; à 31 lieues à l'ouest de Dol, son évêché ; à 35 lieues de Rennes, et à 2 lieues un quart de Morlaix, sa subdélégation. Cette paroisse, qui se trouve enclavée dans l'Évêché de Tréguier, compte 2 000 communiants, y compris ceux de Loquirec, sa trève et ressortit au siège de Morlaix. Il se tient, par an, à Lanmeur, six foires, qui durent trois jours chacune. La cure est à l'Ordinaire. Lanmeur est une barre royale. On y connaît les juridictions et maisons nobles suivantes : Coat-coëter, haute justice, aux enfants de feu M. Michel ; Plougasmou, haute justice, à M. de Locmaria, qui possède aussi la terre de Kerael, avec moyenne justice ; Penlan-Begars, haute justice, aux religieux de l'abbaye de Bégars ; Saint-Georges, haute justice, à Madame l'abbesse de Saint-Georges de Rennes. Le château de Bois-Éon est très ancien. (...) Mr Joseph-Marie Grignard de Champsavoy chevalier de l'Ordre militaire et royal de Saint-Louis, et ancien capitaine au régiment de Saintonge, a droit de ban dans l'église  de Notre-Dame de Lanmeur, en sa qualité de seigneur de Trémédern [en Guimaëc]. (...) Le prieuré de Guernitron ou de Kernitrong est dans ce territoire. (...) La juridiction royale de Lanmeur fut unie et incorporée au siège royal de Morlaix par édit du roi Charles IX donné à Troyes, en Champagne le 29 mars 1564 et à Châteaubriant au mois d'octobre 1565. »

À la veille de la Révolution, le doyenné de Lanmeur, qui relevait de l'évêché de Dol, comprenait outre Lanmeur et sa trève Locquirec, incluait Locquénolé et des paroisses désormais incluses dans le département des Côtes-d'Armor : Lanvellec, Coadoutet sa trève Magoar, des paroisses enclavées dans les diocèses de Tréguier, de Léon ou de Cornouaille, ce qui en faisait un doyenné très éclaté.
La sénéchaussée de Lanmeur comprenait, outre Lanmeur (et sa trève de Locquirec), les paroisses de Garlan (en partie), Plouégat-Guerrand, Guimaëc, Plougasnou (et sa trève de Saint-Jean-du-Doigt) et Plouezoch.

### Révolution française
Charles-Marie de Trogoff, baptisé le 8 juin 1753 à Lanmeur, après avoir été vicaire général de l'évêché de Dol, fut nommé recteur de Lanmeur le 27 février 1789 ; prêtre réfractaire, il émigra en avril ou mai 1791 à Jersey, puis en Angleterre. Il revint en France en 1802 et fut renommé curé de Lanmeur le 22 germinal an XI (12 avril 1803) ; il mourut à Lanmeur le 3 janvier 1821.
Son frère aîné, Jean-Honoré de Trogoff de Kerlessy, né en 1751 à Lanmeur, officier de marine, participa notamment à la Guerre d'indépendance des États-Unis dans l'escadre de l'amiral d'Estaing, combattit vaillamment à la bataille des Saintes ; promu contre-amiral il prit en avril 1793 à Toulon le commandement de toutes les forces navales dans la Méditerranée, mais livre la ville, le port et la flotte aux Anglais lors du siège de Toulon (1793) ; déclaré hors-la-loi par la Convention il émigre et meurt d'une épidémie en février 1794 à bord du Commerce de Marseille, en rade de Porto-Ferraro.
- Luc Corlouër-Pierre Gagnaire, L'Amiral de Trogoff - Marin et Gourmet (Essai). Le Cormoran, 2021

Jacques Cambry a fait une sévère description de Lanmeur vers 1794 : « Ce chef-lieu [de canton] n'est qu'un bourg peuplé de 2 400 personnes. Rien de ce qui peut embellir la demeure des hommes ne s'y trouve. On n'y voit ni fontaines, ni halle, ni manufacture ; le cimetière est au milieu des habitations ; point de secours contre les incendies ; une insupportable malpropreté corrompt l'air qu'on y respire ; la municipalité grimpe par une échelle dans un galetas qui lui sert de salle d'audience : le peuple, au milieu de ces désordres, vit cependant sans maladie, sans médecins ; il est même plus gai que triste, et danse volontiers au son des tambourins, des musettes et du hautbois. Les chemins vicinaux sont détestables (...).  Le commerce le plus important du canton est celui des bestiaux : la foire de Saint-Mélar, où l'on vend les poulains d'un an, est une des principales de Bretagne. On cultive dans le canton de l'orge, du froment, du bled noir, des avoines ; les pâturages sont bons. Ce pays donne peu de légumes, point de cidre, très peu de bois. On y file beaucoup de lin ; les moutons y sont en très petit nombre, les abeilles en petite quantité ».

### LeXIXesiècle
L'ouverture de la station de haras de Langonnet entraîne dans l'arrondissement de Morlaix la fermeture en 1838 des stations de Lannéanou, Plouénan et Lanmeur.

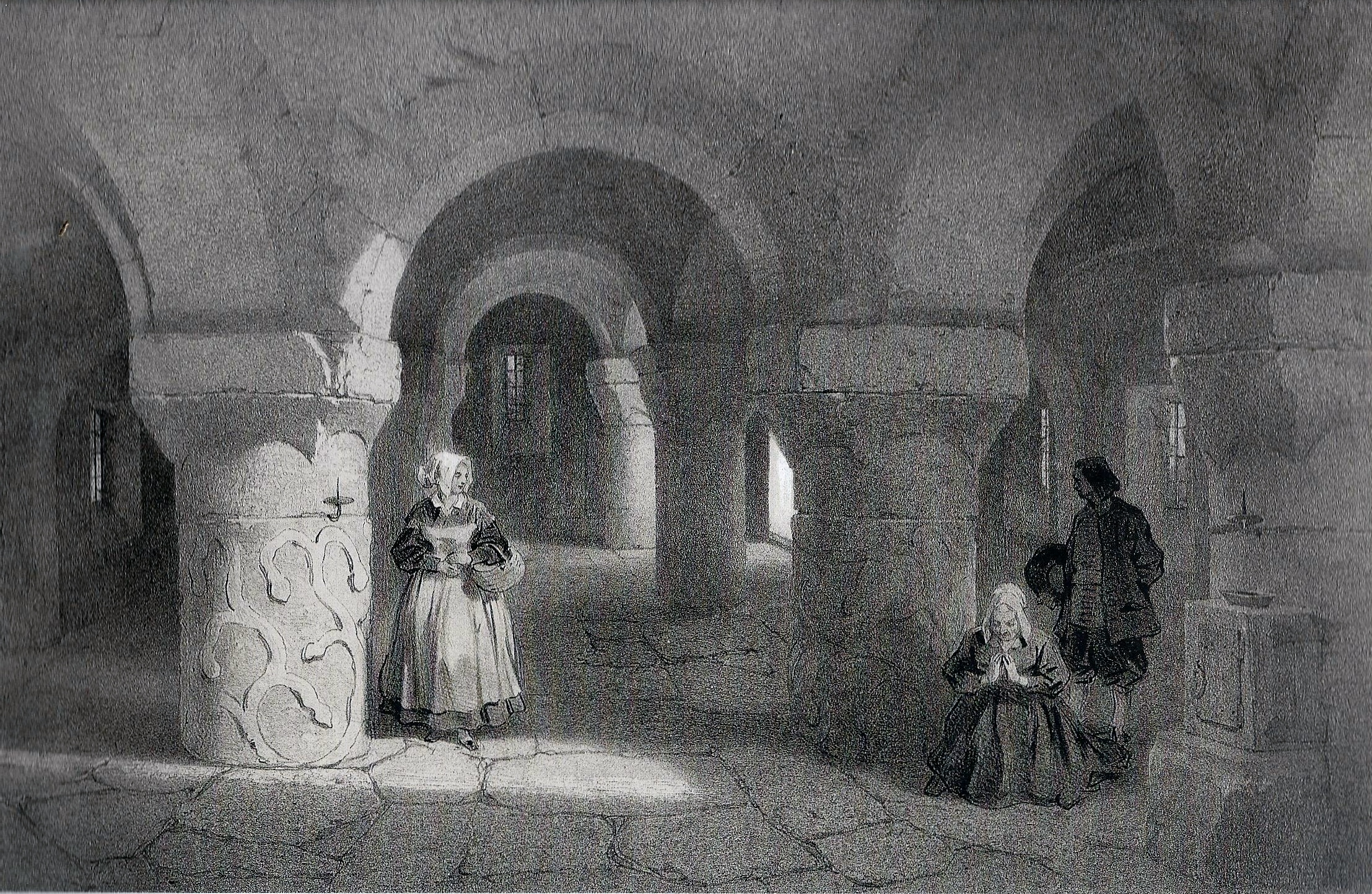
Crypte de l'église Saint-Mélar à Lanmeur (dessin publié dans Félix Benoist, "La Bretagne contemporaine", tome "Finistère", 1867).

A. Marteville et P. Varin, continuateurs d'Ogée, décrivent ainsi Lanmeur en 1843 :

« Lanmeur (sous l'invocation de saint Mélar ou Mélair et de saint Samson, évêque de Dol) ; commune (jadis ville) frormée de l'ancienne paroisse de ce nom, moins sa trève Locquirec, devenue commune ; aujourd'hui cure de deuxième classe ; bureau d'enregistrement ; chef-lieu de perception ; brigade temporaire de gendarmes à pied. (...) Principaux villages : Kerbourand, Kergonan, Reunarcroajou, Trobéréden, Lescore, Lesdourduff, Kermouster, Keransoulerien, Keraugoff. Objets remarquables : manoir et étangs de Bois-Éon. Superficie totale : 2 648 hectares dont (...) terres labourables 1 408 ha, prés et pâturages 179 ha, vergers et jardins 5 ha, bois 116 ha, canaux et étangs 4 ha, landes et incultes 760 ha (...). Moulins : 14 (de Kergnant, de Kernévez, du Hellès, du Roudault, de Bois-Éon, de Dour-ar-Loute, du Pont, de Lesguen, à eau). Lanmeur est un gros bourg sur la route départementale n°2 du Finistère, dite de Brest à Lannion ; il n'a rien de remarquable. L'église est du Xe siècle, mais elle a été si souvent réparée qu'elle a perdu tout caractère, à l'exception du porche, qui semble appartenir à la même époque que la fondation. Au-dessous de l'église est une crypte, ou église souterraine, au milieu de laquelle est une fontaine où jadis on baptisait par immersion, et à laquelle, de nos jours, l'on attribue des vertus extraordinaires. (...) On a dit à cet égard que Lanmeur avait remplacé un nom plus ancien, lequel aurait été Kerfeunteun, le lieu de la fontaine. La chapelle de Kernitron, monument du Xe siècle, a conservé son caractère de roman-gothique, ou roman de transition ; elle est fameuse par le pardon qui s'y tient depuis un temps immémorial. On y vient faire à la Vierge des offrandes intéressées pour en obtenir de bons mariages. Des grilles de bois sculpté, qui séparent le chœur de la nef, sont travaillées avec art et font regretter l'abandon dans lequel on a laissé cette chapelle, qui mériterait d'être mieux conservée, et que les pèlerins fréquentent toujours. Outre Kernitron, il y a en Lanmeur les chapelles de Bois-Éon, de Saint-Fiacre et de Kermouster. L'on a parfois dit par erreur que l'église de Lanmeur était dédiée à saint Coulm ou Colomban : c'est l'hôpital, et non l'église, qui est placé sous cette invocation : cet hôpital a remplacé la maladrerie de fondation commune qui existait jadis à Lanmeur.(...) Bois-Éon appartient aujourd'hui à M. du Dresnay ; il a parmi ses dépendances un beau bois de haute futaie, qui n'a pas moins de 12 à 15 hectares, et qui vient border la route départementale ; ce château a conservé une chapelle qui est desservie certains jours. L'agriculture de cette commune est peu avancée ; cependant on y emploie beaucoup de sable de mer, que l'on va chercher à la grève de Saint-Efflam, distante de plus de deux lieues du chef-lieu ; les terres sont favorables à la culture; déjà l'on exporte de 4 à 500 hectolitres de blé. Il se fait beaucoup d'élèves de chevaux de trait. Les hêtres, les frênes, l'orme, viennent beaucoup mieux que le chêne ; les arbres fruitiers prospèrent peu. La principale industrie de la commune, après les produits de l'agriculture, est la poterie ; il y a sept ou huit établissements où l'on fabrique des vases en poterie commune vernissée, que l'on vend surtout à Morlaix. (...) Il y a foire le premier vendredi des mois de janvier, mars, mai, juillet, septembre ; le premier vendredi d'octobre a lieu la foire de Saint-Mélair ou Mélar, spéciale aux chevaux ; les premiers vendredis de novembre et décembre. (...) Géologie : terrains schisto-argileux à l'est, granite amphibolique dans l'ouest. On parle le breton. »

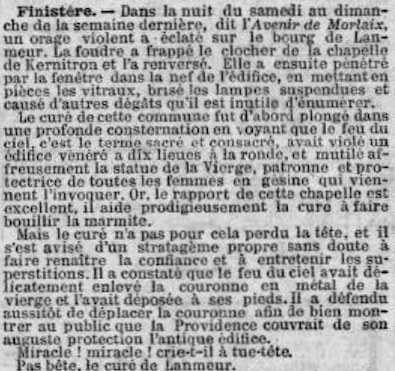
La foudre frappant la chapelle Notre-Dame-de-Kernitron (journal La Lanterne du 9 février 1884).

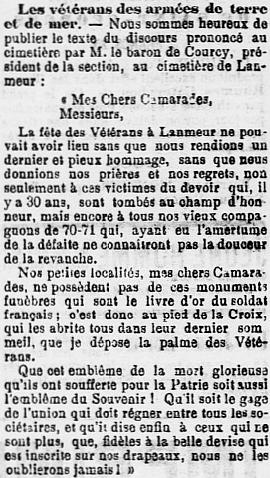
La section des Vétérans des armées de terre et de mer de Lanmeur en 1899 (journal L'Ouest-Éclair du 9 décembre 1899).

Henri Gourdon de Genouillac écrit : « En 1869 la petite ville de Lanmeur, dans le département du Finistère, était (...) un trou perdu au fond de la Bretagne, ce qui n'empêchait pas ses habitants d'être très fiers d'une crypte souterraine placée sous le chevet de l'église et qui renferme une fontaine pleine d'une eau miraculeuse qui ne tarit jamais ».
La deuxième compagnie (Lanmeur) du 4e bataillon de mobiles du Finistère participa le 29 novembre 1870 au combat de l'Haÿ lors du Siège de Paris pendant la Guerre de 1870.
La voûte du porche méridional de l'église paroissiale de Lanmeur s'effondra sous l'effet de la tempête du 1er janvier 1877.
Jacquette Cras (Craz), de Lanmeur, fut pèlerine par procuration (c'est-à-dire qu'elle effectuait des pèlerinages pour le compte d'autres personnes) à plus de soixante reprises.
Le maire de Lanmeur, Pierre-Marie Barazer, fut suspendu de ses fonctions en avril 1879 par le préfet du Finistère pour avoir refusé d'afficher un ordre du jour de flétrissure voté par les députés à l'encontre des anciens ministres de l'Ordre moral.
En 1883 l'autorisation d'ouvrir un bureau télégraphique municipal est accordé à la commune de Lanmeur.
Jean-Marie Clech, maire de Lanmeur et alors député, déclare en 1890 à la Chambre des députés que dans sa commune qui a alors 2 500 habitants « trente familles comptent entre sept et quinze enfants ».
La section des "Vétérans des armées de terre et de mer" de Lanmeur était très active et influente, comme en témoigne l'article du journal L'Ouest-Éclair du 9 décembre 1899) ; elle était présidée en 1899 par le baron de Pol Aurélien de Courcy (1848-1900), ancien officier, qui résidait à Garlan et était le fils de Pol Potier de Courcy. Un monument aux morts, offert par Louis de Kersauson du Vieux-Châtel à la mémoire des morts de la guerre de 1870, fut inauguré en janvier 1902 dans le cimetière de Kernitron.
La foire de la Saint-Médard était très fréquentée : celle de 1899 fut excellente : « les transactions étaient très nombreuses, et portaient surtout sur les porcs, les chevaux et les vaches pleines. Le commerce local n'a pas eu à se plaindre grâce à l'affluence des cultivateurs, marchands et acquéreurs » écrit le journal L'Ouest-Éclair.

### LeXXesiècle

#### La Belle Époque
En janvier 1903, l'abbé Billant, vicaire à Lanmeur, fut condamné à 20 francs de dommages et intérêts par le juge de paix de Lanmeur pour avoir, en chaire, interdit à ses paroissiens la lecture d'un almanach publié par un pasteur protestant et vendu par un colporteur.
La cérémonie du couronnement de Notre-Dame-de-Kernitron eût lieu le 15 août 1909 ; 8 archevêques ou évêques, 600 prêtres, plus de 20 000 pèlerins et plusieurs députés et sénateurs y assistèrent ; la cérémonie se déroula dans un champ où un autel avait été élevé.

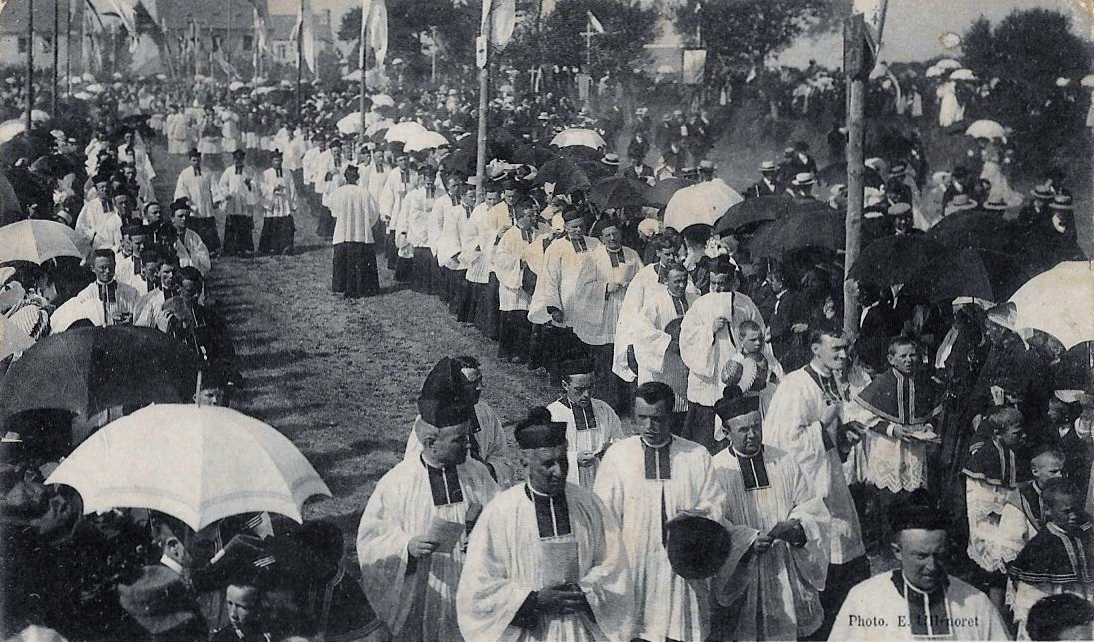
Le couronnement de Notre-Dame-de-Kernitron le 15 août 1909 : le clergé (carte postale L'Hénoret).
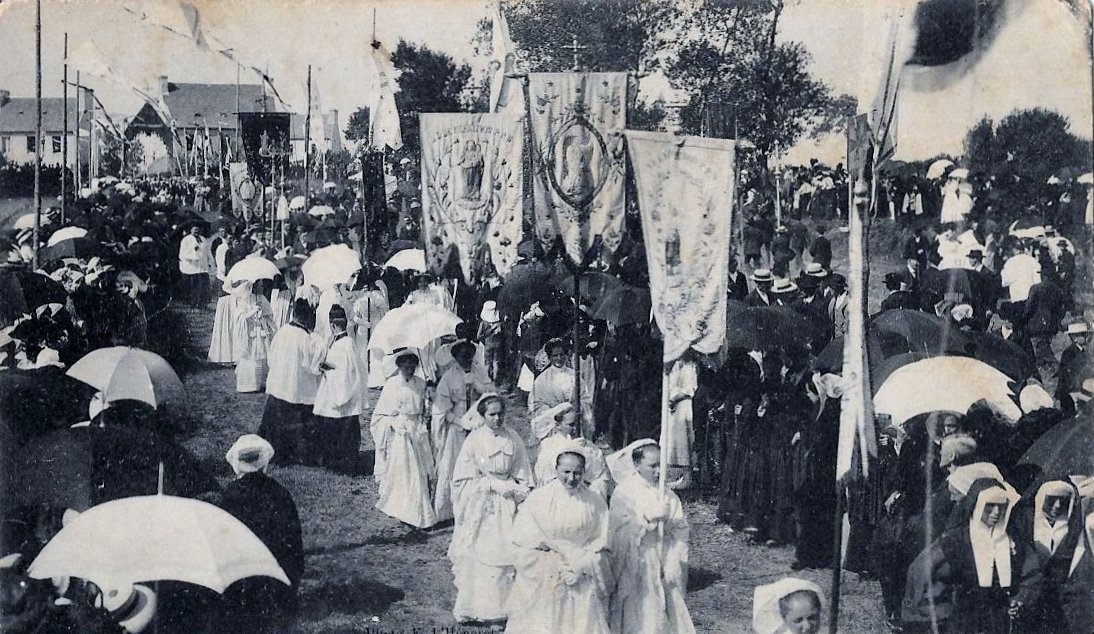
Le couronnement de Notre-Dame-de-Kernitron le 15 août 1909 (carte postale L'Hénoret).
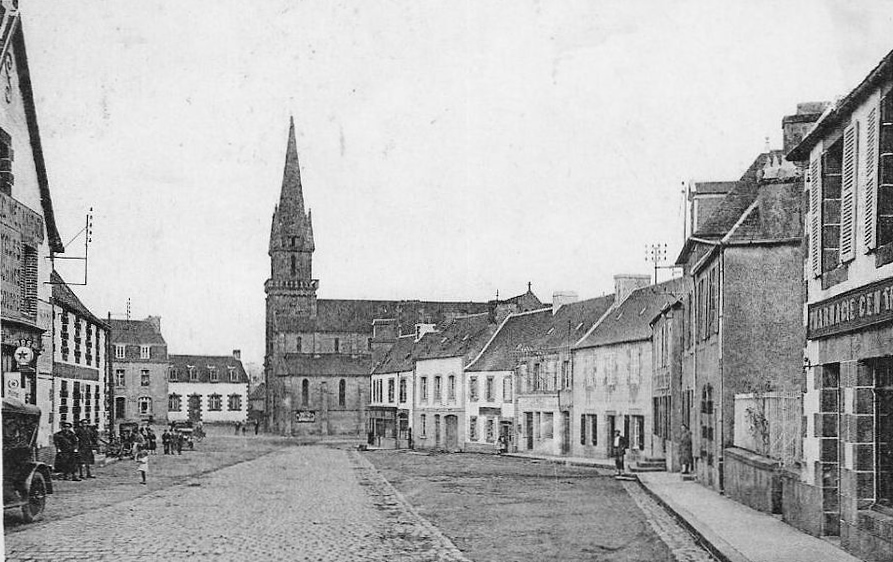
Lanmeur : la place principale et l'église paroissiale vers 1910 (carte postale).

En 1910 un scandale électoral éclate à Lanmeur : lors des élections législatives françaises de 1910 qui vit la réélection d'Émile Cloarec comme député de la circonscription, les cartes d'électeur seraient à Lanmeur restées anonymes à la disposition du président du bureau de vote et permettaient à ceux à qui elles étaient distribuées d'aller boire gratuitement un verre chez un marchand de vin.
Un décret du président de la République en date du 13 janvier 1914 attribue à l'hospice de Lanmeur tous les biens qui avaient appartenu à la fabrique de Lanmeur et qui étaient placés sous séquestre.

#### La Première Guerre mondiale

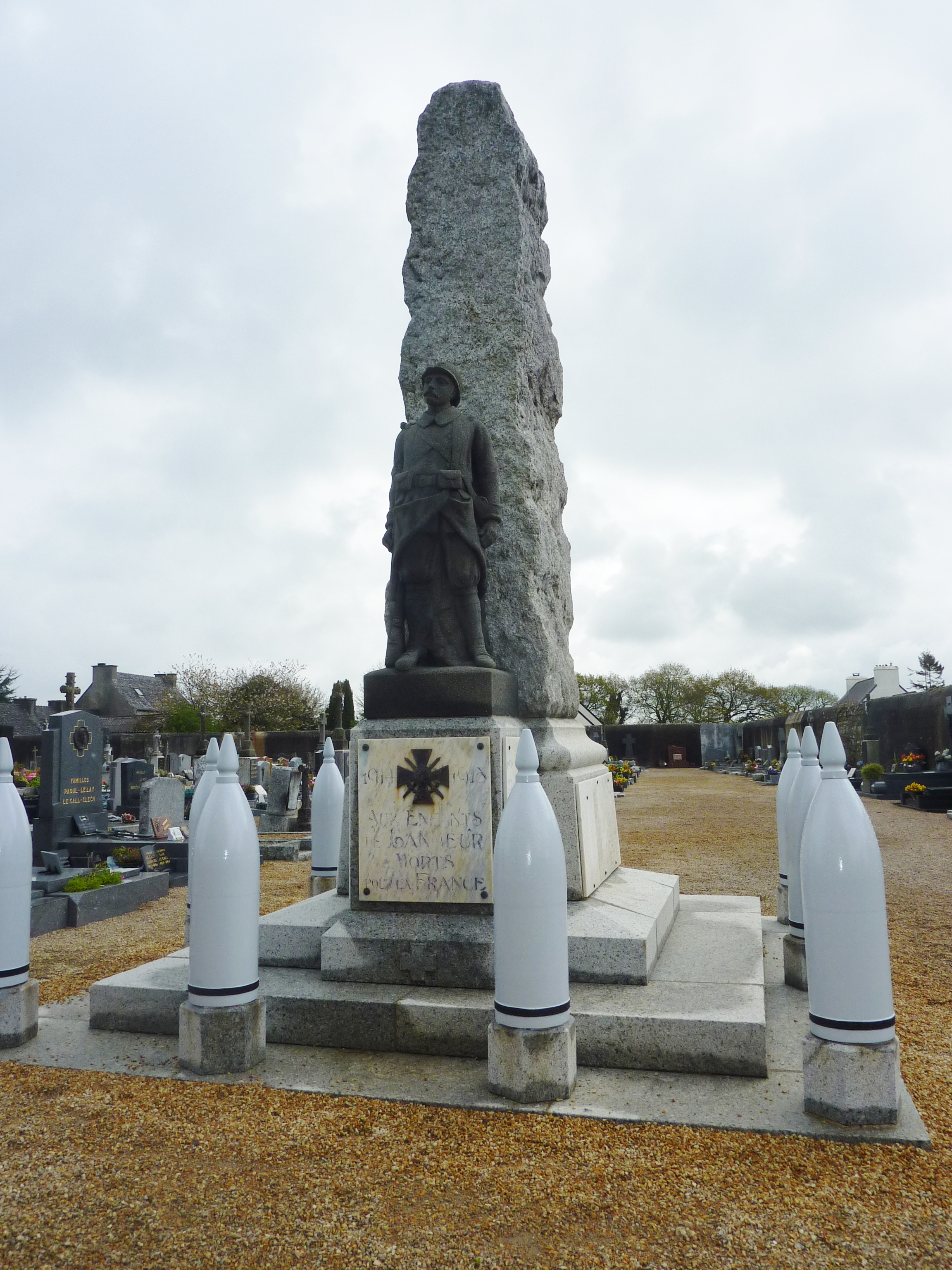
Lanmeur : le monument aux morts (dans le cimetière avoisinant la chapelle Notre-Dame de Kernitron).

Le monument aux morts de Lanmeur porte les noms de 105 soldats et marins morts pour la France pendant la Première Guerre mondiale: parmi eux 9 au moins sont morts sur le front belge dont 7 dès août 1914 (Jean Barazer à Namur ; Pierre Bellour, Pierre Guillou et Yves Marie Hervé à Rossignol; Jacques Huon, François Louedec et Claude Le Scour à Maissin) et Hervé Le Guern en novembre 1914 à Dixmude ; René Barazer est mort de ses blessures à Roesbrugge (Belgique) le 8 novembre 1918, donc trois jours avant l'armistice); Jean Lavalou, marsouin au 3e régiment d'infanterie coloniale, est mort de maladie le 15 octobre 1916 à Salonique (Grèce) dans le cadre de l'expédition de Salonique ; 5 au moins sont des marins disparus en mer (Jean Clech lors du naufrage du cuirassé Bouvet le 18 mars 1915 lors de la bataille des Dardanelles ; Yves Le Lay lors du naufrage du croiseur-cuirassé Léon Gambetta le 27 avril 1915 en mer Adriatique ; Pierre Querrec lors du naufrage du croiseur cuirassé Kléber le 27 juin 1917 dans le goulet de Brest ; Pierre Callarec lors du naufrage du patrouilleur auxiliaire Blanc-Nez le 27 octobre 1916 et Jean Verclaye lors du naufrage du patrouilleur Cérisoles le 24 novembre 1918 sur le Lac Supérieur aux États-Unis) ; Jean Bévout est décédé après l'armistice de 1918 le 5 décembre 1918 alors qu'il était prisonnier en Allemagne ; la plupart des autres sont décédés sur le sol français.
Louis Faven, promu sous-lieutenant sur le champ de bataille dès le début de la guerre, fut fait chevalier de la Légion d'honneur en 1915 « pour faits de guerre remarquables ».

#### L'Entre-deux-guerres

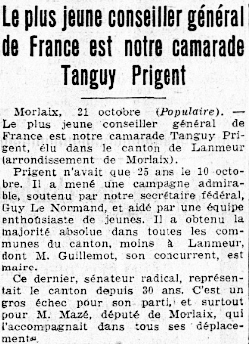
L'élection de François Tanguy-Prigent comme conseiller général du canton de Lanmeur (journal Le Populaire du 22 octobre 1934).

Le patronage des "Gars de Kernitron" possédait en particulier une société de gymnastique et un club de football pendant l'Entre-deux-guerres.

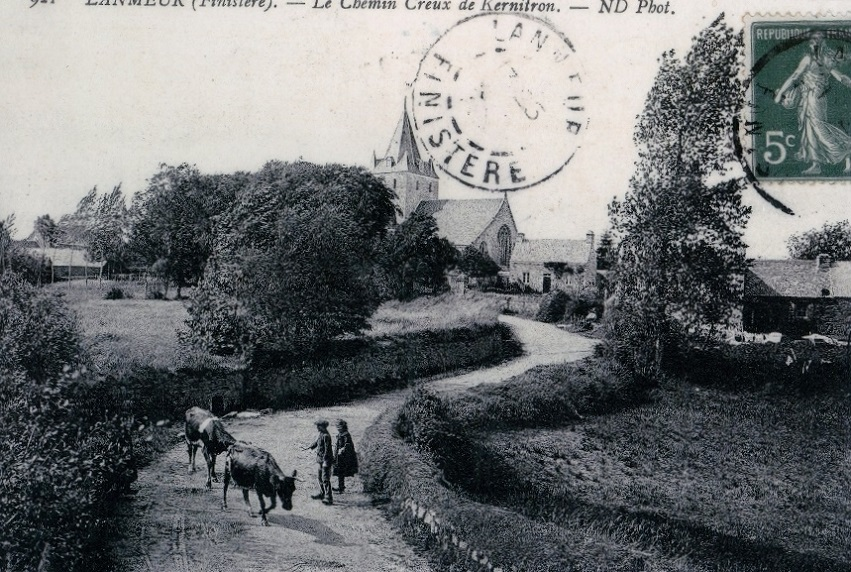
Le chemin creux de Kernitron (carte postale ND Photo, vers 1917).
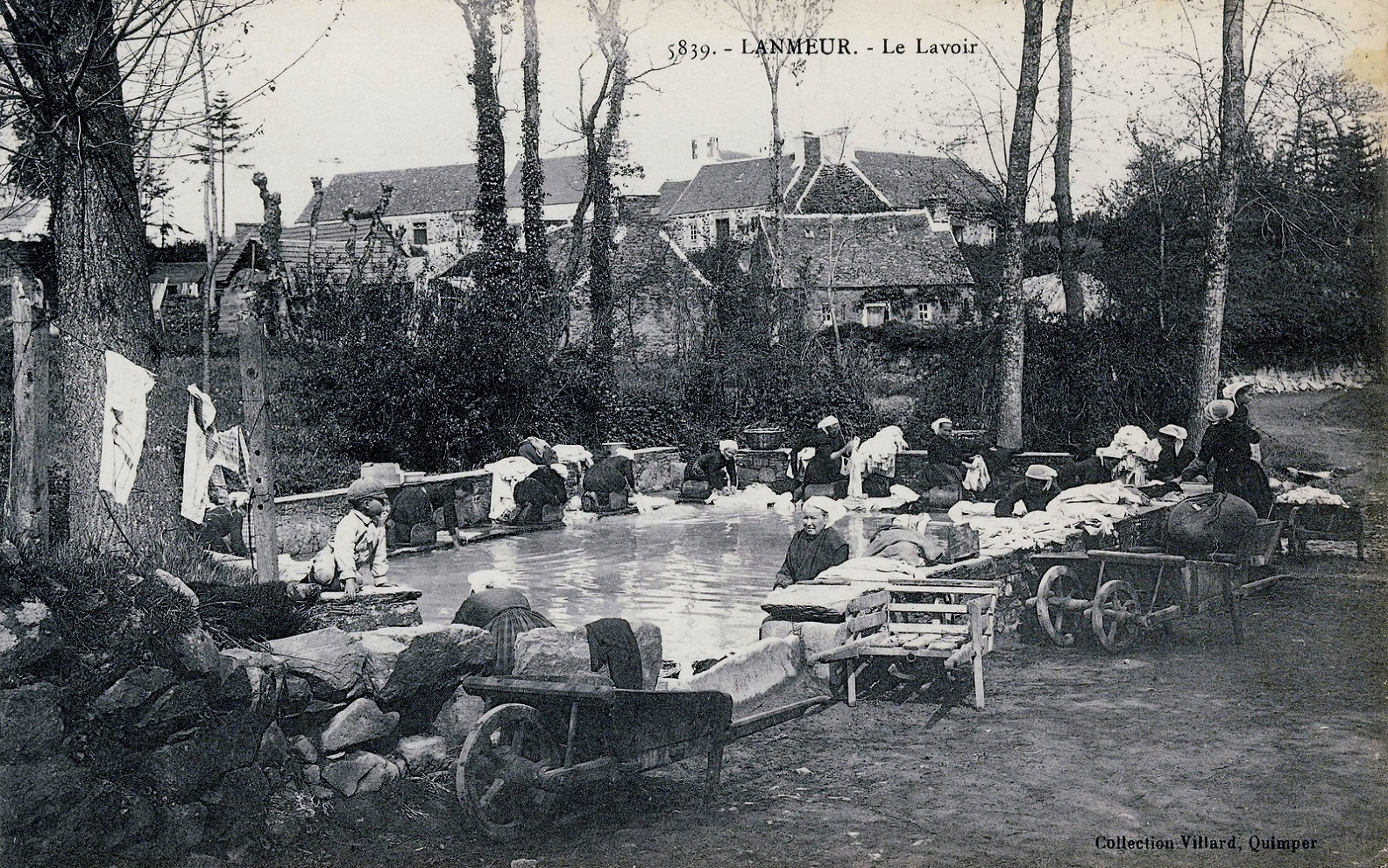
Le lavoir de Lanmeur vers 1918 (carte postale Villard).
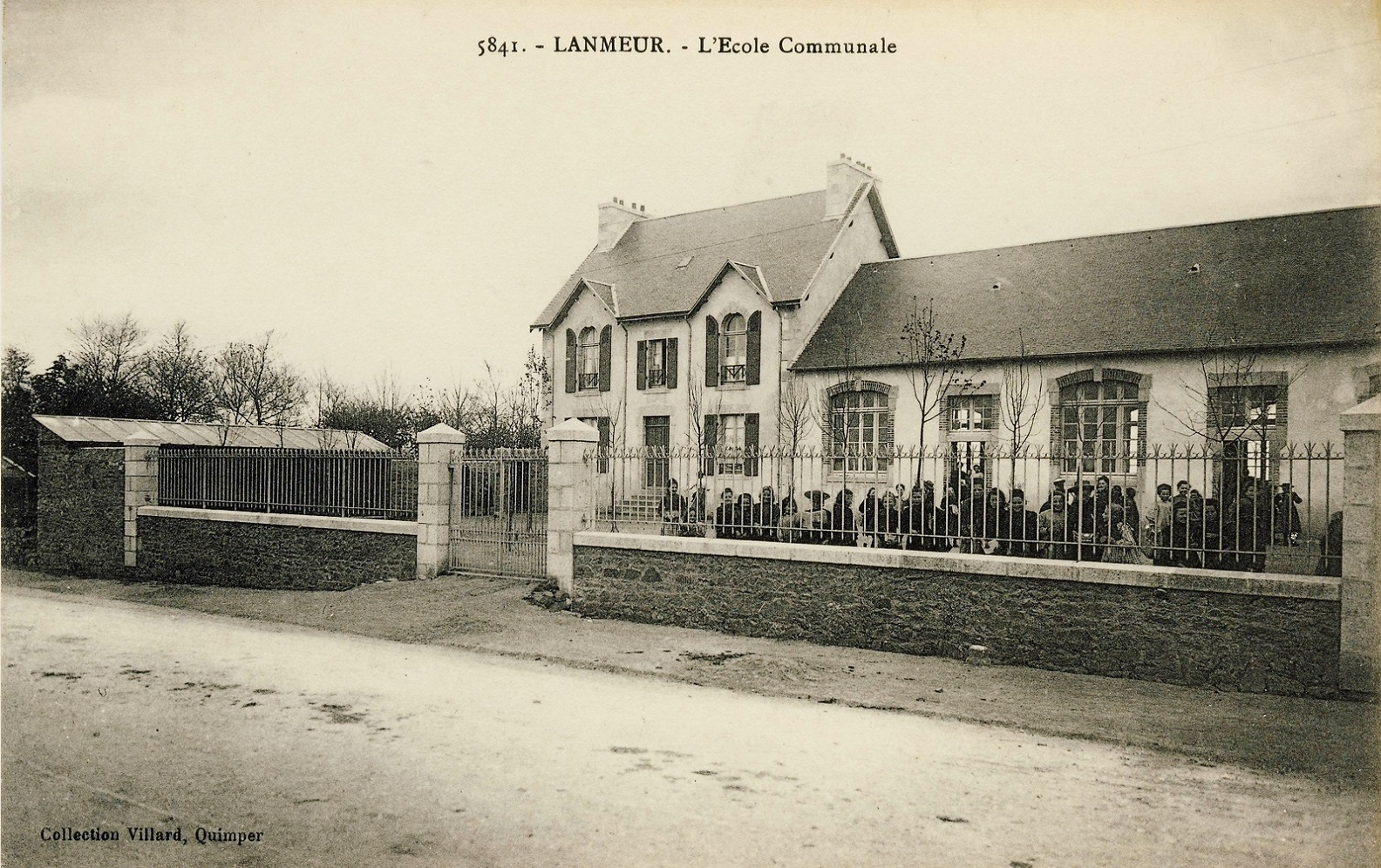
L'école communale de Lanmeur vers 1930 (carte postale Villard).
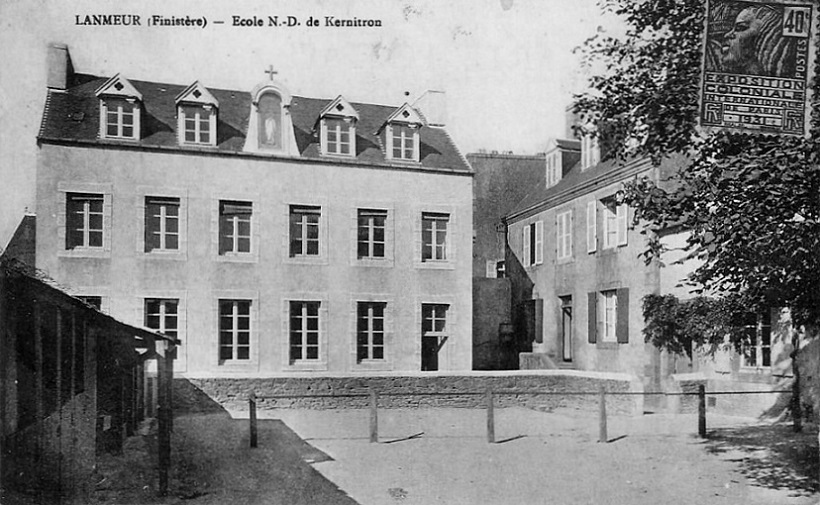
L'école privée Notre-Dame-de-Kernitron vers 1931 (carte postale).

En octobre 1934, François Tanguy-Prigent fut élu conseiller général du canton de Lanmeur, battant le docteur Guillemot, maire de Lanmeur et conseiller général sortant et sénateur. Âgé de seulement 25 ans, il fut alors le plus jeune conseiller général de France.

#### La Seconde Guerre mondiale
Le monument aux morts de Lanmeur porte les noms de 25 personnes mortes pour la France pendant la Seconde Guerre mondiale : parmi elles quatre marins au moins (François Boubennec, mort lors du naufrage du paquebot Meknès le 24 juillet 1940 torpillé par les Allemands au large de Dieppe ; Louis Desrosiers, mort lors du naufrage du sous-marin Monge le 8 mai 1942 au large de Madagascar ; Hyacinthe Thomas mort lors du naufrage du sous-marin Sidi-Ferruch le 9 novembre 1942 dans le port de Casablanca (Maroc) attaqué par les Américains lors de l'opération Torch et Jean L'Hermitte, mort lors du naufrage du sous-marin Protée coulé au canon par un chalutier allemand le 19 décembre 1943 près de Marseille); Lucien Bévout, résistant, est mort en déportation à Amberg (Allemagne) le 28 avril 1945. François Périou, résistant, a été tué le 6 août 1944 à Lanmeur et Vincent Le Noan et Jean Tanguy, résistants, ont été tués le 8 août 1944 à Lanmeur.
La station de radio-guidage de Saint-Fiacre, située à Lanmeur, fut bombardée plusieurs fois par l'aviation alliée, en particulier les 19 mai 1944 et 23 mai 1944. Une bombe endommagea le chemin de roulement du "radar", un émetteur Knickebein puis See-Elefant à partir de 1944.

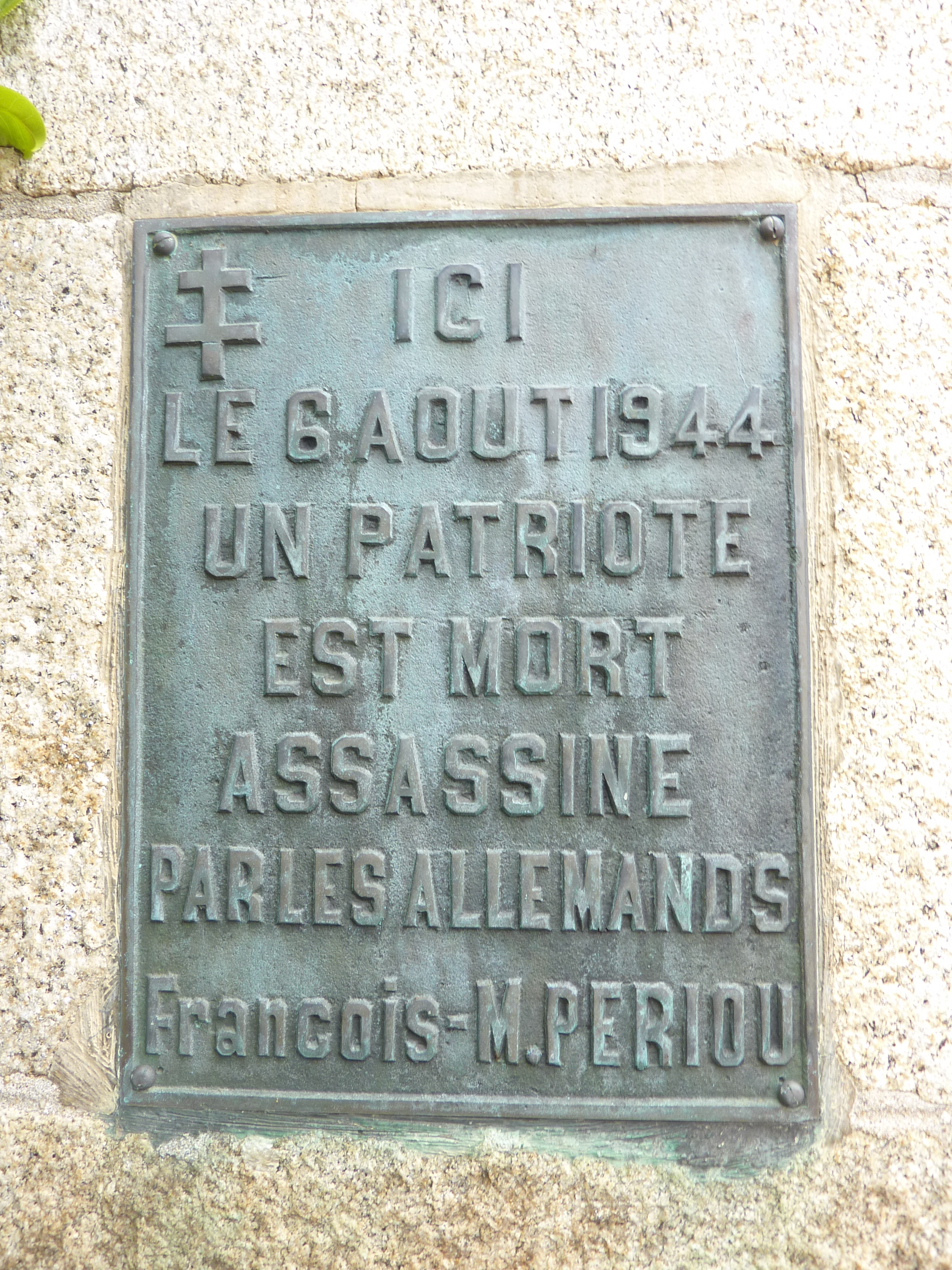
Plaque commémorative de l'assassinat de François-Marie Périou (6 août 1944).

Pierre Hervé, né le 23 août 1913 à Lanmeur, fut l'un des organisateurs de la manifestation des étudiants et des lycéens du 11 novembre 1940 à la place de l'Étoile à Paris et s'engagea dans la résistance dès 1941 dans laquelle il exerça d'importantes responsabilités au sein des Mouvements unis de la Résistance, notamment à Toulouse et à Lyon ; il fut député communiste à trois reprises après la Libération (Assemblée constituante de 1945, Assemblée constituante de 1946 et lors des Élections législatives françaises de novembre 1946), puis journaliste, notamment au journal L'humanité.
Jean Le Roux, né à Lanmeur le 15 décembre 1919, devança l'appel lors de la déclaration de la Seconde Guerre mondiale, devenant élève radio-navigant. Il s'engagea dans la France libre dès décembre 1940. Il partit clandestinement de Camaret le 15 décembre 1940, embarquant sur l'Émigrant et fut chargé par le MI6 britannique de mettre en place des liaisons radios clandestines entre la Bretagne et Londres.Il débarqua dans la nuit du 18 au 19 mars 1941 près de Lampaul-Ploudalmézeau, en compagnie de Robert Alaterre et de deux autres hommes pour créer le réseau de renseignements Johnny, chargé principalement de surveiller les mouvements de la Kriegsmarine autour du port de Brest ; il fit la première émission de radio clandestine de la résistance vers la Grande-Bretagne depuis Quimper le 22 mars 1941 ; il est décédé en octobre 2009. Deux de ses frères ont aussi été résistants combattant aussi dans les Forces françaises libres : René Le Roux et Louis Le Roux (ce dernier fut tué le 5 mars 1951 pendant la Guerre de Corée).
Un arrêté ministériel en date du 23 janvier 1943 déclare démissionnaire d'office de ses fonctions de conseiller général du canton de Lanmeur de François Tanguy-Prigent qui « manifeste de l'hostilité à l'œuvre de rénovation nationale ».
François Marie Periou, cultivateur, âgé de 19 ans, fut assassiné par les Allemands dans le bourg de Lanmeur le 6 août 1944.
Hervé Botros, de Lanmeur, membre du kommando de Landerneau, fit partie des neuf personnes fusillées à Rennes lors de la Libération pour faits de collaboration après avoir été condamnées à mort par la Cour de justice de Rennes[réf. souhaitée].

#### L'après Seconde Guerre mondiale
Yves Marie Disez et René Roudaut (ce dernier mort en Tunisie le 23 juillet 1961) sont morts pour la France pendant la guerre d'Algérie.
La foire aux chevaux de la Saint-Mélar à Lanmeur a disparu au début de la décennie 1960.

## Politique et administration
Le canton de Lanmeur regroupait les communes de Garlan, Guimaëc, Lanmeur, Locquirec, Plouégat-Guérand, Plouezoc'h, Plougasnou et Saint-Jean-du-Doigt, il fut supprimé en 2015 après le redécoupage.

## Héraldique
| Blason | Blasonnement : D'argent à la fasce de gueules accompagnée de trois taches d'hermine de sable. |

## Langue bretonne
À la rentrée 2017, 94 élèves étaient scolarisés dans la filière bilingue publique (soit 28,7 % des enfants de la commune inscrits dans le primaire).

## Urbanisme

### Typologie
Au 1er janvier 2024, Lanmeur est catégorisée bourg rural, selon la nouvelle grille communale de densité à 7 niveaux définie par l'Insee en 2022.
Elle appartient à l'unité urbaine de Lanmeur, une agglomération intra-départementale dont elle est ville-centre,. Par ailleurs la commune fait partie de l'aire d'attraction de Morlaix, dont elle est une commune de la couronne,. Cette aire, qui regroupe 24 communes, est catégorisée dans les aires de 50 000 à moins de 200 000 habitants,.

### Occupation des sols
L'occupation des sols de la commune, telle qu'elle ressort de la base de données européenne d'occupation biophysique des sols Corine Land Cover (CLC), est marquée par l'importance des territoires agricoles (82,1 % en 2018), une proportion sensiblement équivalente à celle de 1990 (82,7 %). La répartition détaillée en 2018 est la suivante : 
zones agricoles hétérogènes (38 %), terres arables (34,6 %), forêts (12 %), prairies (9,5 %), zones urbanisées (5,9 %). L'évolution de l'occupation des sols de la commune et de ses infrastructures peut être observée sur les différentes représentations cartographiques du territoire : la carte de Cassini (XVIIIe siècle), la carte d'état-major (1820-1866) et les cartes ou photos aériennes de l'IGN pour la période actuelle (1950 à aujourd'hui).

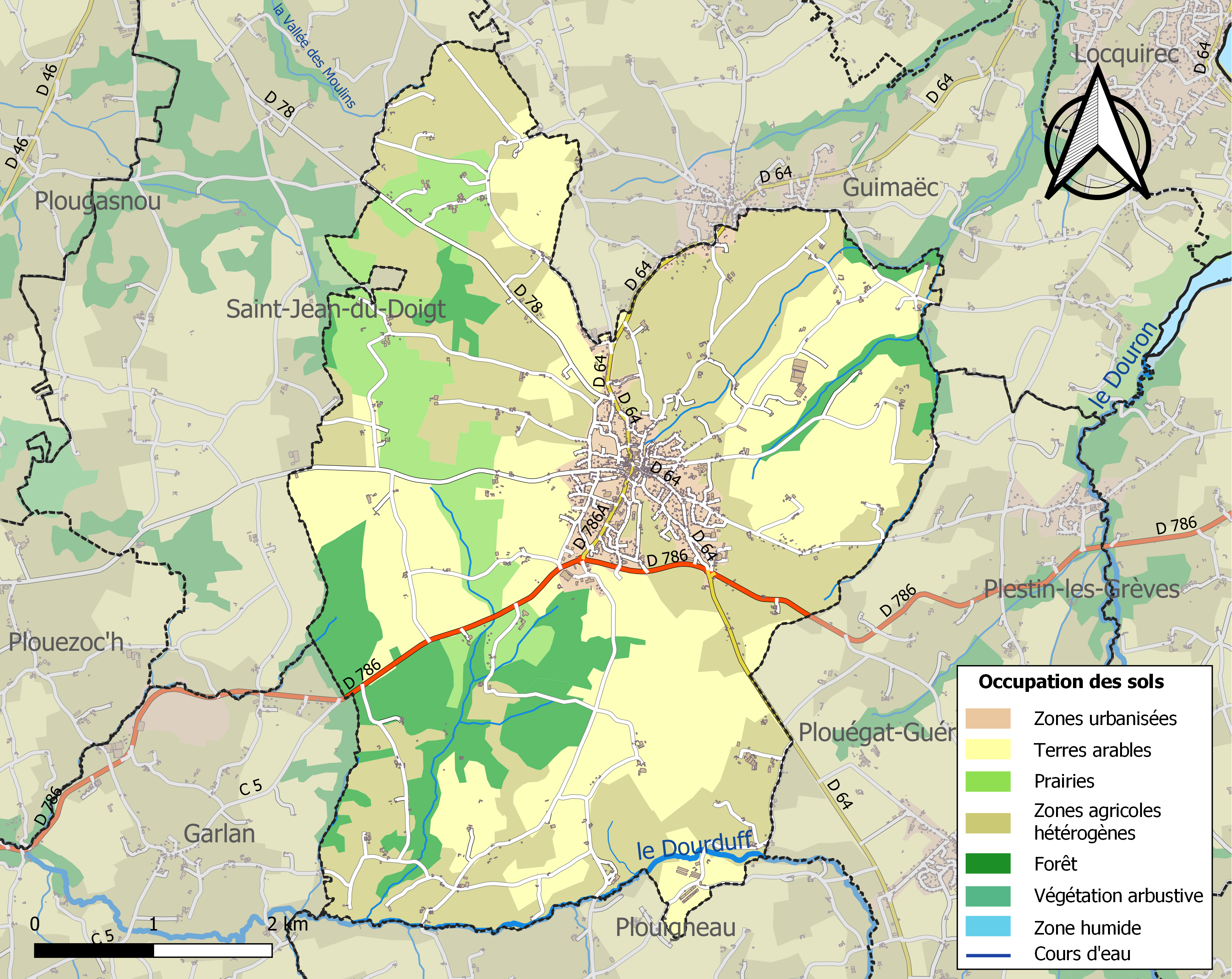
Carte des infrastructures et de l'occupation des sols de la commune en 2018 (CLC).

### Voies de communications et transports

#### Voies de communications
Une rocade au sud du bourg a été formée par le nouvel aménagement de la route départementale 786 (axe routier Morlaix - Lannion, ancienne Route nationale 786). La commune est desservie par ailleurs par la D 64 qui, vers le nord dessert Locquirec, et vers le sud, permet de rejoindre à Plouigneau la voie expresse RN 12 en direction de Rennes (celle-ci pouvant être rejointe à Morlaix en direction de Brest), et par la D 78 vers le nord-ouest en direction de Plougasnou.

#### Transports
La commune est desservie en bus par la ligne 30 (Morlaix <=> Lannion), cogérée par Morlaix Communauté et Lannion-Trégor Communauté, en 2 arrêts : "Bourg" et "Kernitron".

## Population et société

### Démographie

#### Évolution démographique
L'évolution du nombre d'habitants est connue à travers les recensements de la population effectués dans la commune depuis 1793. Pour les communes de moins de 10 000 habitants, une enquête de recensement portant sur toute la population est réalisée tous les cinq ans, les populations de référence des années intermédiaires étant quant à elles estimées par interpolation ou extrapolation. Pour la commune, le premier recensement exhaustif entrant dans le cadre du nouveau dispositif a été réalisé en 2004.
En 2022, la commune comptait 2 367 habitants, en évolution de +7,84 % par rapport à 2016 (Finistère : +2,16 %, France hors Mayotte : +2,11 %).
| 1793  | 1800  | 1806  | 1821  | 1831  | 1836  | 1841  | 1846  | 1851  |
| ----- | ----- | ----- | ----- | ----- | ----- | ----- | ----- | ----- |
| 2 381 | 2 367 | 2 315 | 2 517 | 2 648 | 2 775 | 2 750 | 2 826 | 2 763 |

| 1856  | 1861  | 1866  | 1872  | 1876  | 1881  | 1886  | 1891  | 1896  |
| ----- | ----- | ----- | ----- | ----- | ----- | ----- | ----- | ----- |
| 2 728 | 2 769 | 2 772 | 2 729 | 2 598 | 2 449 | 2 574 | 2 508 | 2 503 |

| 1901  | 1906  | 1911  | 1921  | 1926  | 1931  | 1936  | 1946  | 1954  |
| ----- | ----- | ----- | ----- | ----- | ----- | ----- | ----- | ----- |
| 2 511 | 2 573 | 2 552 | 2 127 | 2 118 | 2 111 | 2 104 | 1 830 | 1 804 |

| 1962  | 1968  | 1975  | 1982  | 1990  | 1999  | 2004  | 2006  | 2009  |
| ----- | ----- | ----- | ----- | ----- | ----- | ----- | ----- | ----- |
| 1 883 | 1 885 | 2 049 | 2 100 | 2 084 | 2 122 | 2 139 | 2 173 | 2 160 |

| 2014  | 2019  | 2022  | - | - | - | - | - | - |
| ----- | ----- | ----- | - | - | - | - | - | - |
| 2 191 | 2 362 | 2 367 | - | - | - | - | - | - |

#### Évolution du rang démographique
| selon la population municipale des années : | 1968 | 1975 | 1982 | 1990 | 1999 | 2006 | 2009 | 2013 |
| Rang de la commune dans le département      | 100  | 75   | 87   | 96   | 98   | 98   | 102  | 102  |
| Nombre de communes du département           | 286  | 283  | 283  | 283  | 283  | 283  | 283  | 283  |

En 2019, Lanmeur était la 96e commune du département en population avec ses 2 362 habitants (territoire en vigueur au 1er janvier 2022), derrière Santec (95e avec 2 393 habitants) et devant Tréméven (97e avec 2 321 habitants).

## Lieux et monuments

### Église Saint-Mélar
L'église Saint-Mélar a été reconstruite en 1903-1904 et dédiée à saint Mélar. Elle est connue pour sa crypte pré-romane, construite au Xe siècle en réemployant des éléments plus anciens, probablement du VIe siècle. L'édifice est classé au titre des monuments historiques en 1862. Selon la tradition populaire, la crypte aurait abrité le tombeau de saint Mélar.

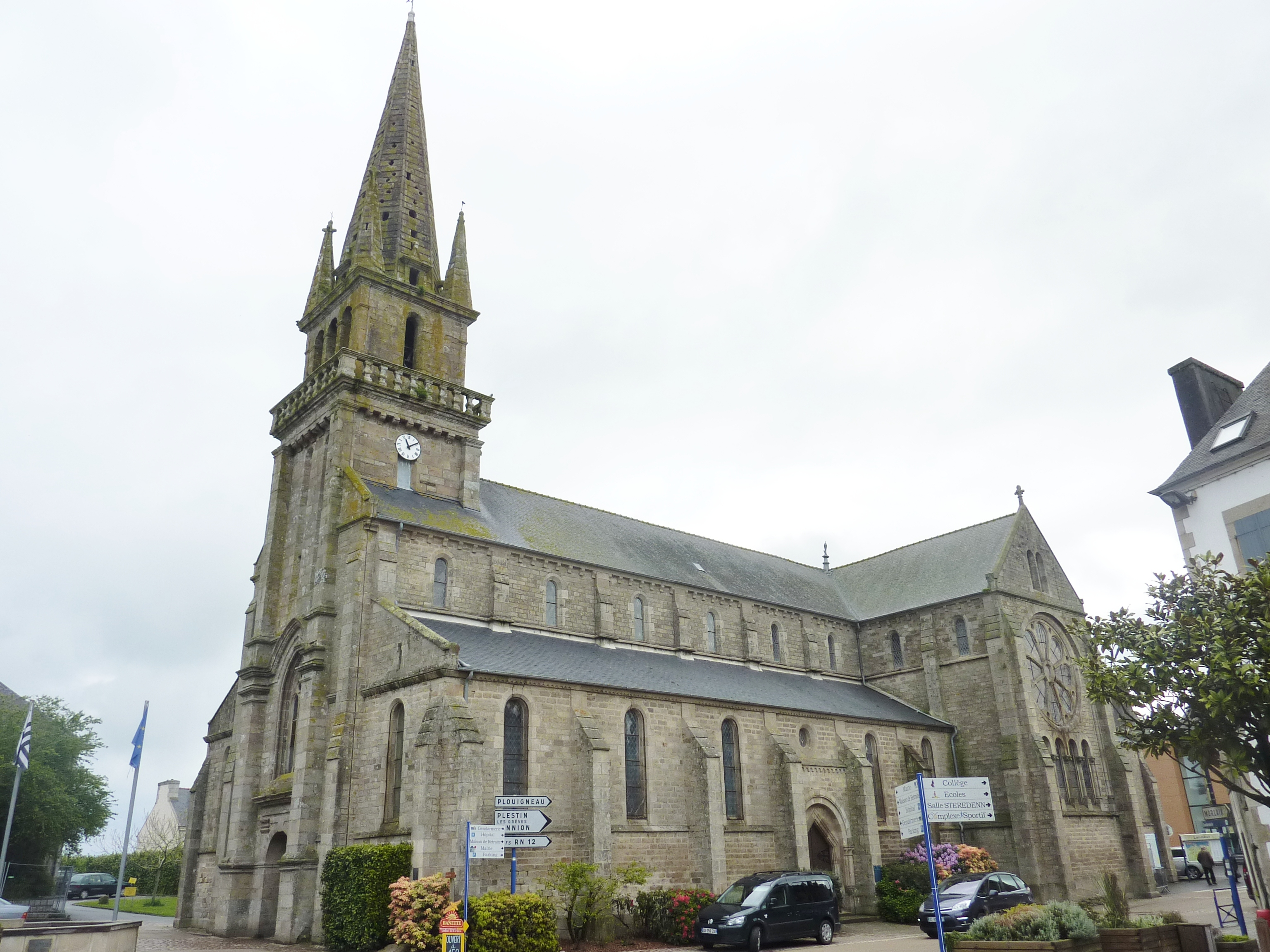
L'église paroissiale Saint-Mélar (néo-romane).
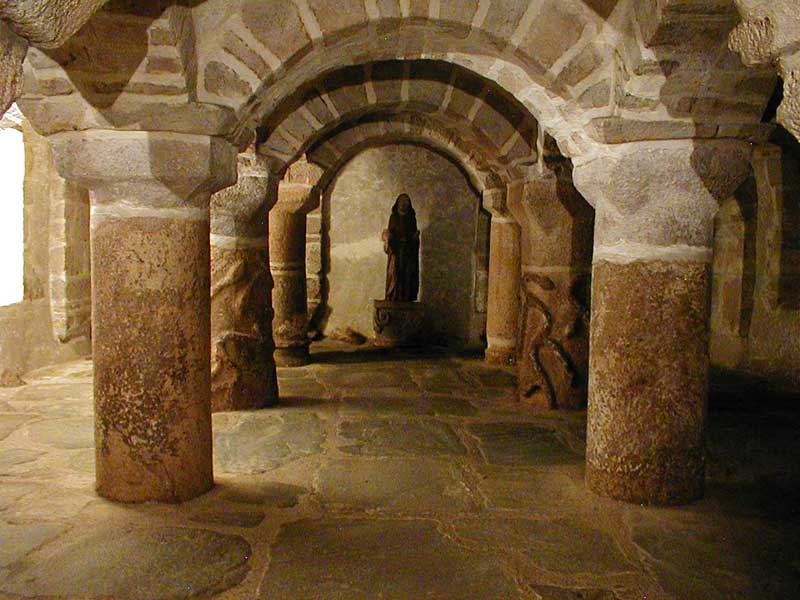
Crypte romane.

### Chapelle Notre-Dame de Kernitron
Ancienne église priorale, dite chapelle Notre-Dame de Kernitron, romane et gothique. Elle est classée au titre des monuments historiques par arrêté du 29 décembre 1983,
.

#### Histoire
D'après l'hagiographie bretonne, un couvent est fondé à Lanmeur au VIe siècle par saint Samson. Saint Magloire en est le premier abbé. Le couvent est ravagé par les Vikings en 877. Une nouvelle église est reconstruite au début du dixième siècle, sur les bases de la crypte restaurée. Après la victoire d'Alain Barbe-Torte sur les Vikings, les bénédictins de Saint Jacut de la Mer relèvent le prieuré de Lanmeur. Ils y restent jusqu'au XVIe siècle, quand leur abbaye passe en commande. Jusqu'à la Révolution française, le prieuré dépend des évêques de Dol qui en nomment les prieurs. La chapelle est un lieu de pèlerinage important dans le Trégor depuis des siècles : on vient y vénérer Notre-Dame de Kernitron.

#### Description
L'église, ancienne église priorale du Xe siècle, a été modifiée au douzième , puis du XIVe au XXe siècle. Elle est en forme de croix latine, marquée à la croisée par une tour romane massive percée de petites fenêtres sur chaque face et flanquée d'une tourelle d'escalier ronde. Les murs latéraux de la nef romane sont épaulés par des contreforts maçonnés peu saillants plus décoratifs que structurels et percés de longues fenêtres au tracé légèrement brisé. On note la présence d'une porte de plein cintre murée sur le mur sud ; ce qui prouve un remaniement sur l'édifice roman primitif .
Le pignon du transept sud, également roman, flanqué de deux contreforts plats, est percé d'une porte à voussures multiples de plein cintre surmontée d'un massif maçonné en avancée formant galbe. Le tympan sculpté (rare en Bretagne), non taillé dans le calcaire de Caen mais dans un tuf volcanique blanchâtre proximal, représente un Christ tétramorphe, presque effacé par l'usure. Deux fenêtres à double rouleau et colonnettes engagées encadrent le galbe et une mince ouverture en forme de meurtrière le surplombe dans l'axe. Les chapiteaux et les voussures sont sculptées.
La façade ouest est gothique. Elle présente un petit porche en avancée, surplombée d'une fenêtre à rose flamboyante.
À l'intérieur, la nef à vaisseau unique (XIIe siècle) de sept travées, couverte de charpente, est rythmée par six colonnes engagées sur chaque côté, sans utilité structurelle.  
La croisée de transept (fin du XIIe siècle) est portée par de grosses piles rondes flanquées de colonnes engagées sur lesquelles retombent les arcs brisés. Les chapiteaux des colonnes engagées, sculptés, se poursuivent en frise sur la colonne principale (motifs végétaux, masques...). On y sent déjà les prémices du gothique, comme à Brélévenez ou Guérande. La voute de la croisée parait postérieure (modénature et profil surbaissé des arc doubleau qui s'achèvent en volute autour d'un médaillon central mouluré et se raccordent difficilement aux grands arcs de la croisée au niveau des colonnes).
Le chœur gothique (XVe siècle) s'achève par une maîtresse-vitre à remplage.

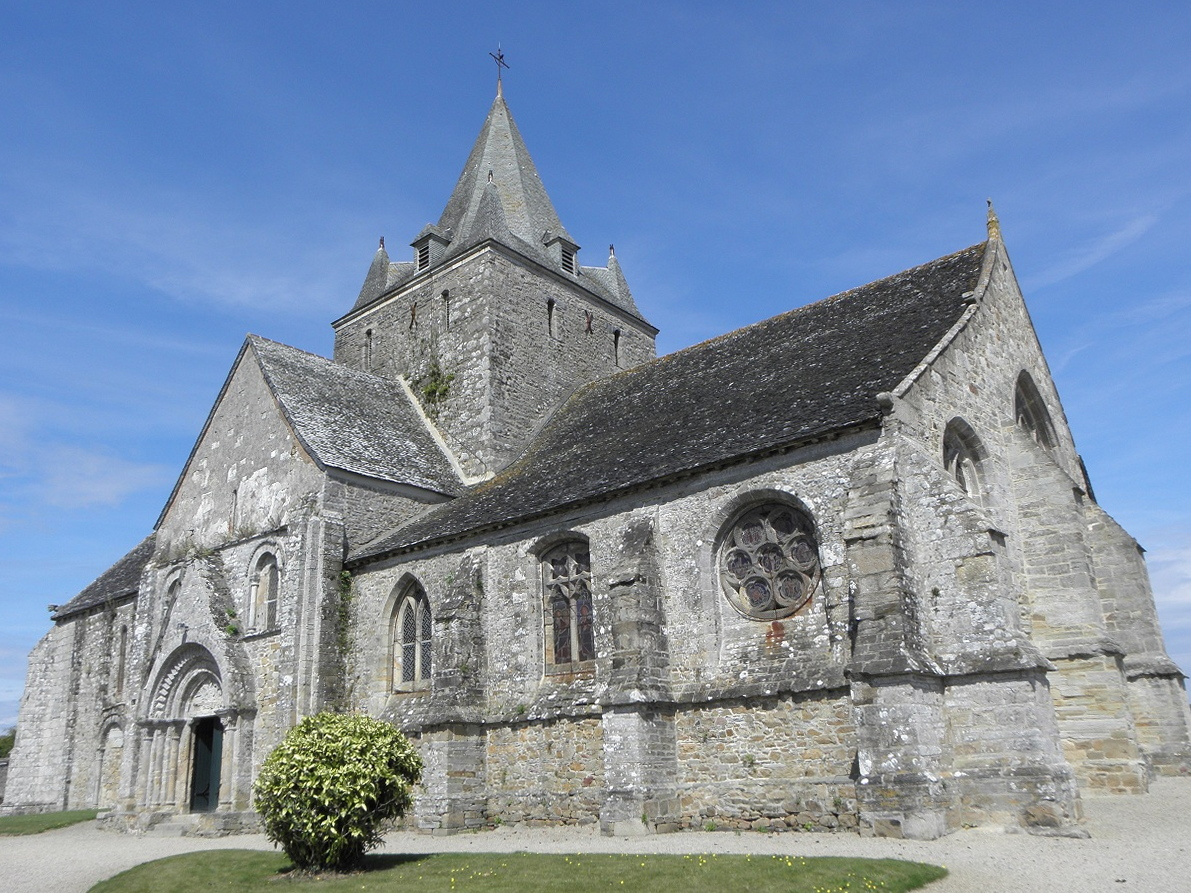
La chapelle Notre-Dame-de-Kernitron.
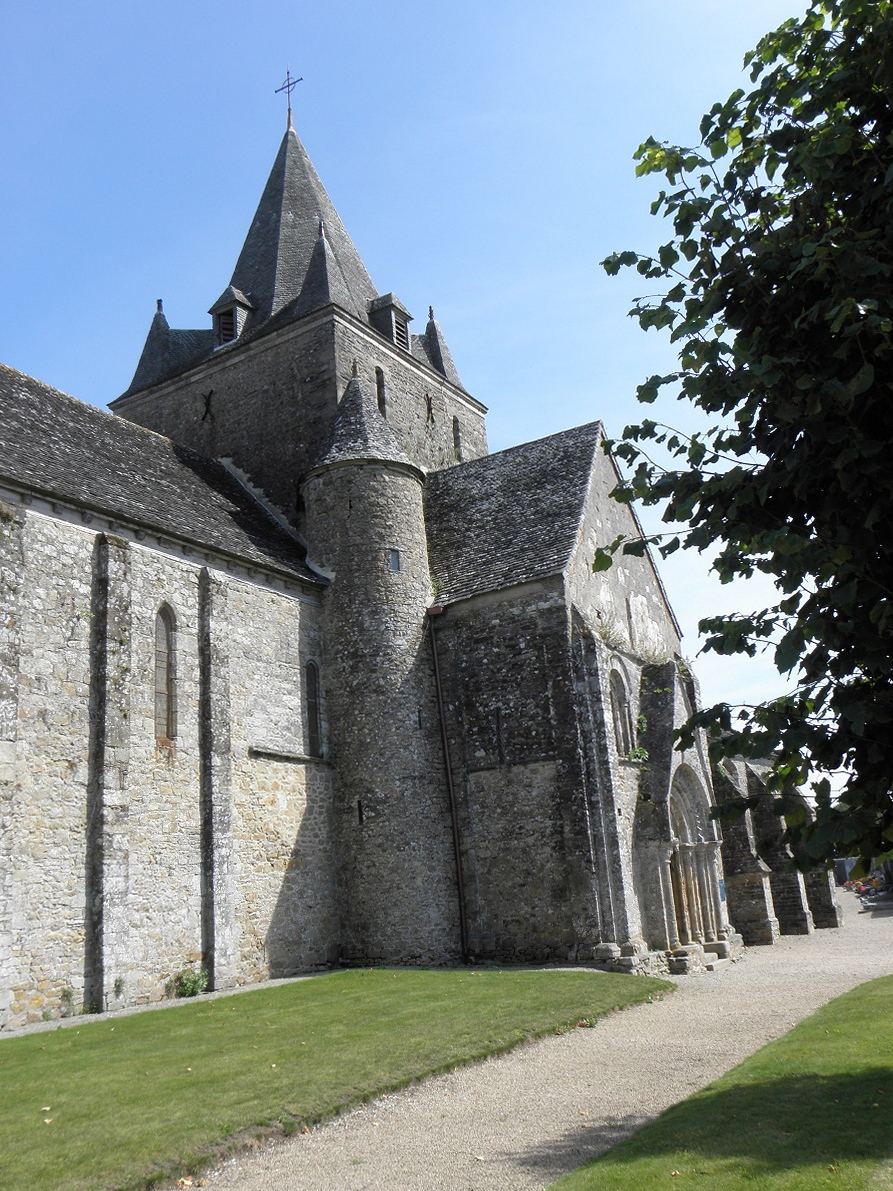
Transept de Notre-Dame-de-Kernitron.
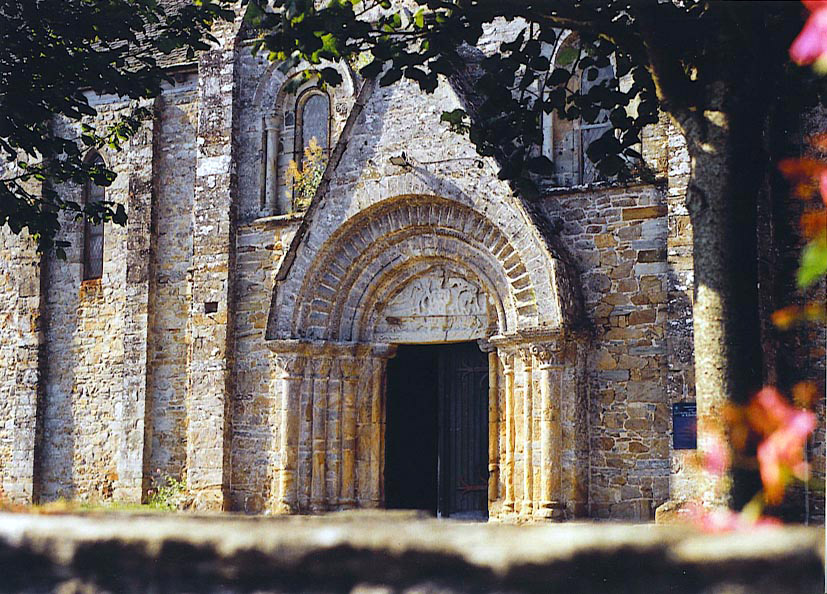
Porche sud.
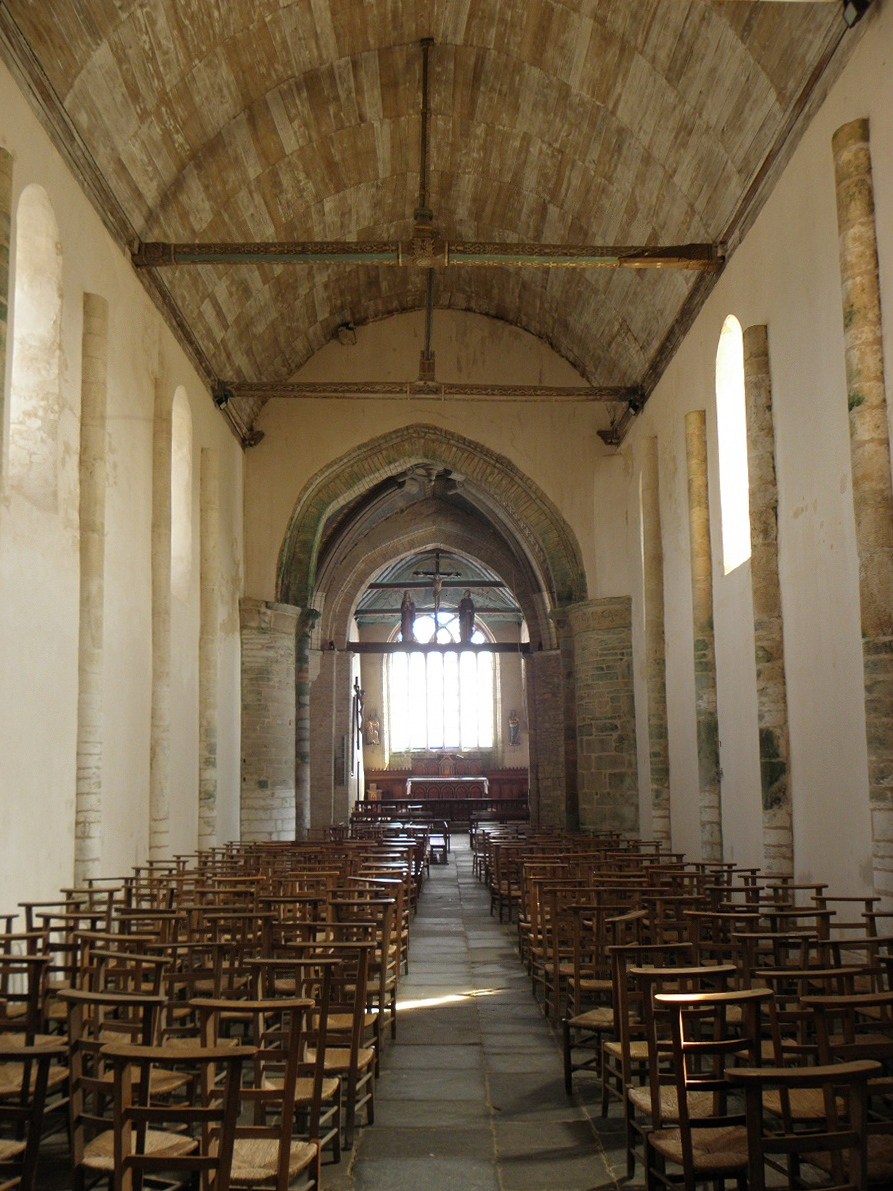
Nef romane de Notre-Dame-de-Kernitron.
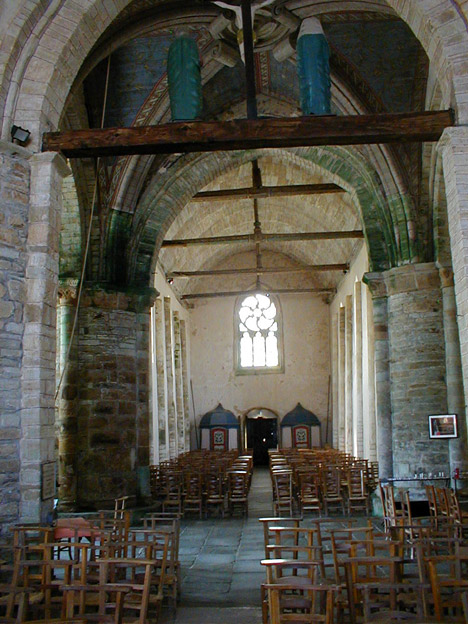
Croisée du transept vers la nef.
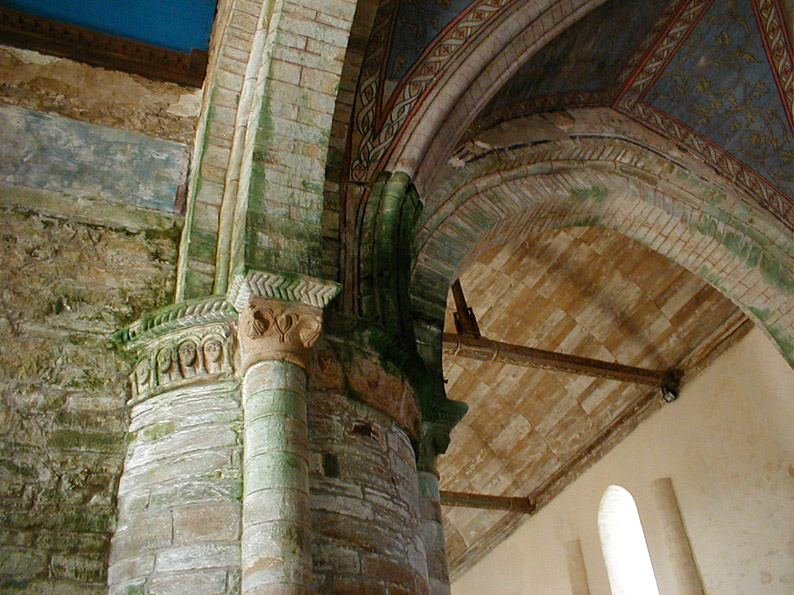
Piliers de la croisée.
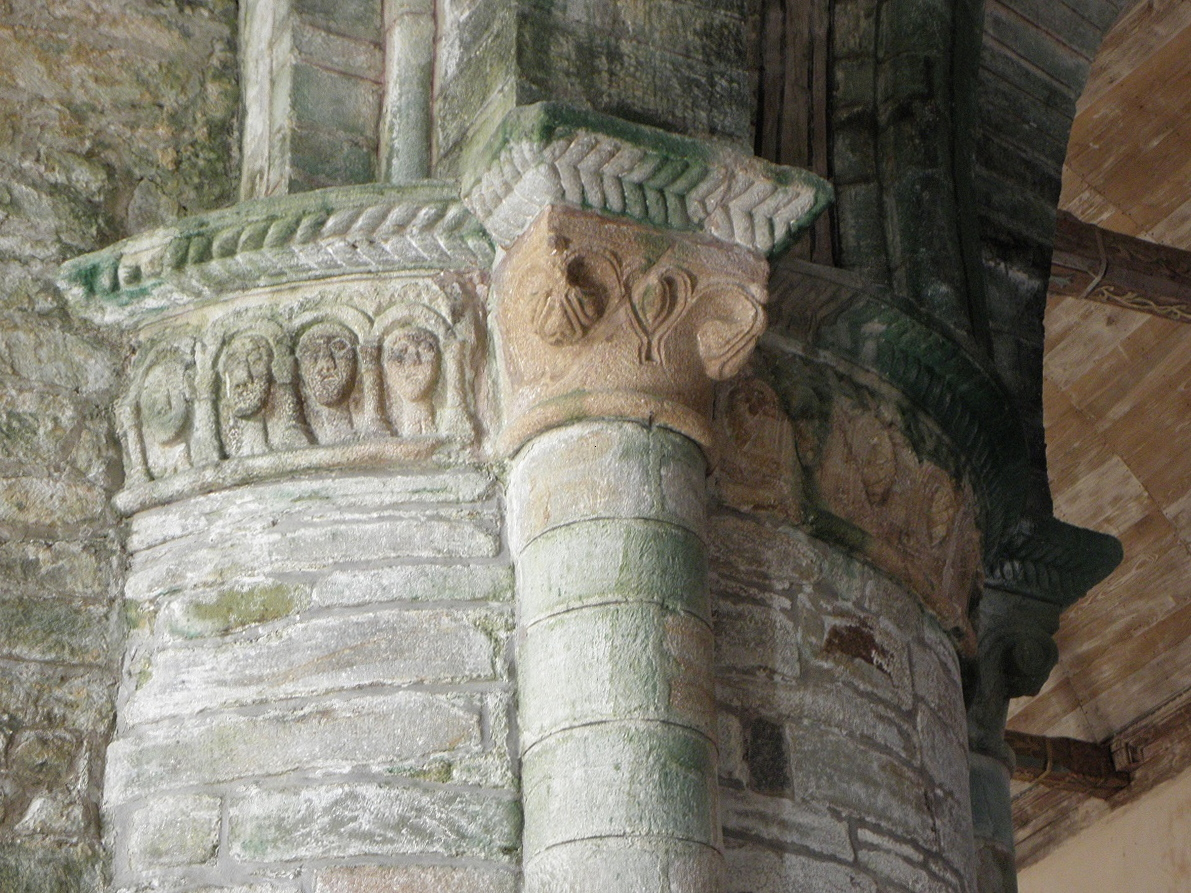
Pilier de la croisée.
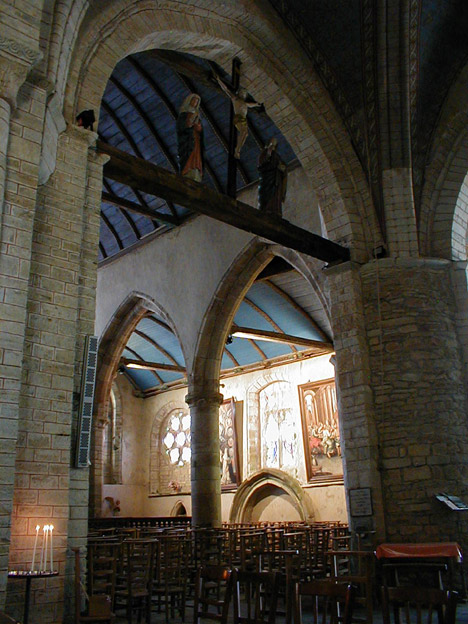
Chœur.

### Croix de Saint-Fiacre
- la croix de Saint-Fiacre, inscrite au titre des monuments historiques par arrêté du 23 décembre 1969[90].

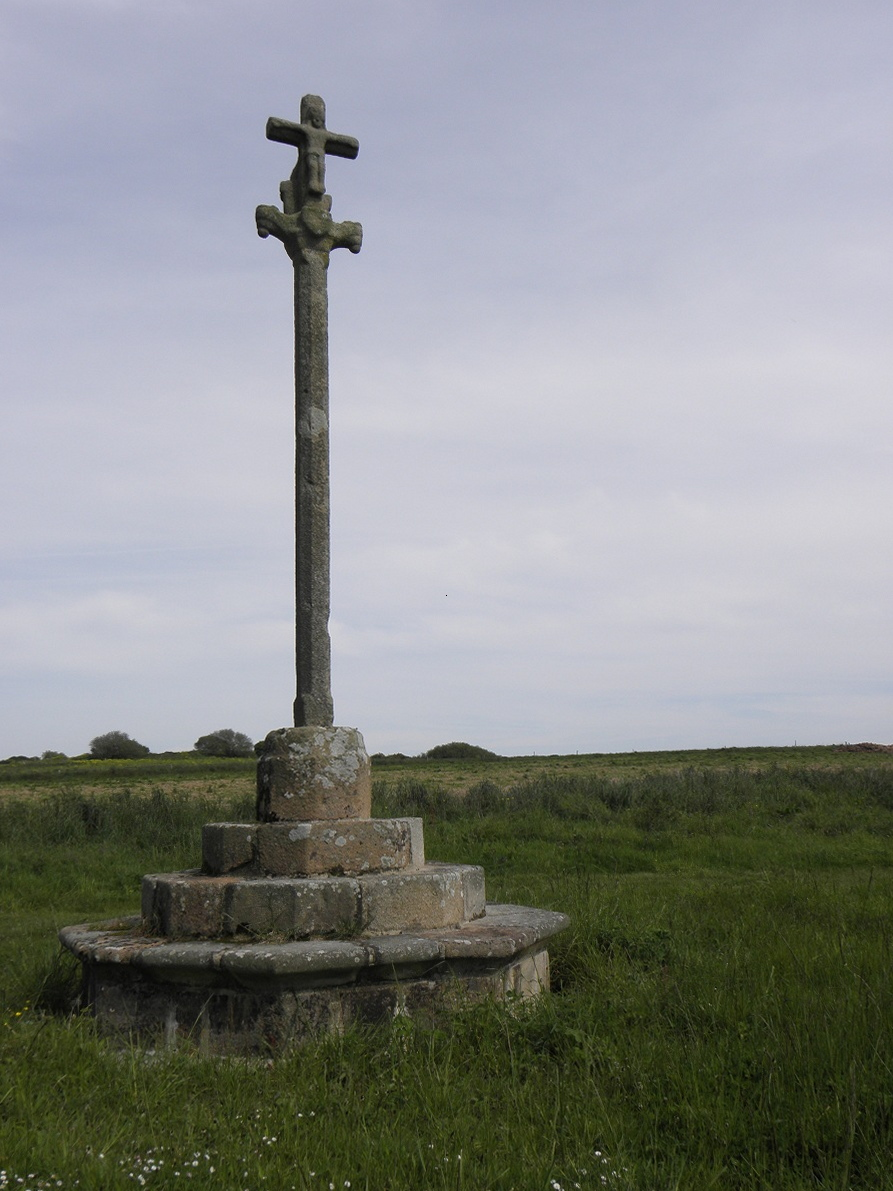
Croix de Saint-Fiacre.

### Enseignement
Lanmeur a un collège « Aux quatre vents » qui compte actuellement 362 élèves.

### Santé
La commune a ouvert un pôle de santé en mars 2013. Il réunit 25 praticiens, médecins, dentistes, sages-femmes, infirmiers, orthophonistes, podologue, ostéopathe et psychologues.

### Médias
- Journal local Le Lanmeurlien.

## Légendes
- La légende de Tréphine et du roi Arthur : Le folkloriste François-Marie Luzel a retrouvé une pièce de théâtre sur Tréphine et le roi Arthur, mystère huit actes joué en deux journées[93]. Dans cette histoire, Arthur devient le mari de Tréphine au lieu de Conomor et Tréphine possède quelques caractéristiques de Guenièvre. Le complot inclut le frère diabolique de Tréphine, Kervoura, qui voudrait hériter du royaume d'Arthur. Quand il découvre la grossesse de Tréphine, il décide d'éliminer la lignée. Alors qu'elle est sur le point d'accoucher, il l'enlève et cache l'enfant dans son château qu'il a fait construire à Lanmeur. Il accuse Tréphine d'avoir tué le bébé et utilise des preuves montées de toutes pièces pour l'incriminer dans un complot contre la vie d'Arthur. Ce dernier met sa femme aux arrêts, mais elle réussit à fuir et travaille six ans en tant que servante. Elle fut finalement découverte et ramenée à la cour. Arthur accepte son innocence et ils ont une fille ensemble. Kervoura l'accuse ensuite d'adultère en utilisant de faux témoins. Elle est donc condamnée à être exécutée. Toutefois, son fils Tremeur, qui est maintenant grand, réussit à échapper à ses geôliers et revient. Il arrive juste au moment où sa mère doit être décapitée et provoque Kervoura en duel. Il le tue mais il avoue ses crimes avant d'expier. Arthur et Tréphine sont donc à nouveau réunis[94].

Cette histoire a inspiré Anatole Le Braz, qui la raconte dans son recueil des Contes du Soleil et de la Brume.
- La fontaine de Lanmeur : selon cette légende, la fontaine qui se trouve dans la crypte de l'église de Lanmeur doit un jour inonde tout le pays[96].

## Littérature
- Louis Rousselet : Le Serviteur du "Lion de la mer" (1906)[97].
- Gustave Toudouze : Reine en sabots (1813) (1906)[98].
- Pierre Maël : La Roche-qui-tue (1915)[99].

## Personnalités liées à la commune
- Jean-Honoré de Trogoff de Kerlessy, né le 5 mai 1751 à Lanmeur, contre-amiral de la marine française, livra la flotte de Toulon aux Anglais en 1793 au terme d'une carrière riche en péripéties. Voir L'Amiral de Trogoff, marin et gourmet - Luc Corlouër - Ed. Le Cormoran